# Bataille de Jérusalem (1917)
Pour les articles homonymes, voir Siège de Jérusalem.
Première Guerre mondiale
Batailles
Front du Moyen-Orient
- Afrique du Nord
- Caucase
- Perse
- Dardanelles
- Mésopotamie
- Sinaï et Palestine
- Arménie
- Ctésiphon (11-1915)
- Kut-el-Amara (12-1915)
- Romani (8-1916)
- Magdhaba (12-1916)
- Révolte arabe
- Rafa (1-1917)
- Bagdad (3-1917)
- 1re Gaza (3-1917)
- 2e Gaza (4-1917)
- Aqaba (7-1917)
- Beer-Sheva (10-1917)
- 3e Gaza (11-1917)
- Jérusalem (12-1917)
- Megiddo (9-1918)
- Damas (9-1918)
- Alep (10-1918)

Front d'Europe de l’Ouest
Front italien
Front d'Europe de l'Est
Front des Balkans
Front africain
Bataille de l'Atlantique
La bataille de Jérusalem (turc : Kudüs Muharebesi) est une bataille de la Première Guerre mondiale. Elle fait partie de la campagne du Sinaï et de la Palestine et oppose les forces de l'Empire britannique à celles de l'Empire ottoman soutenu par l'Allemagne. Elle consiste en une série d'opérations livrées en novembre et décembre 1917 dans le sud de la Palestine, alors partie de l'Empire ottoman, et s'achève par la victoire des Britanniques et de leurs alliés australiens et néo-zélandais qui s'emparent de Jérusalem.

## Contexte militaire

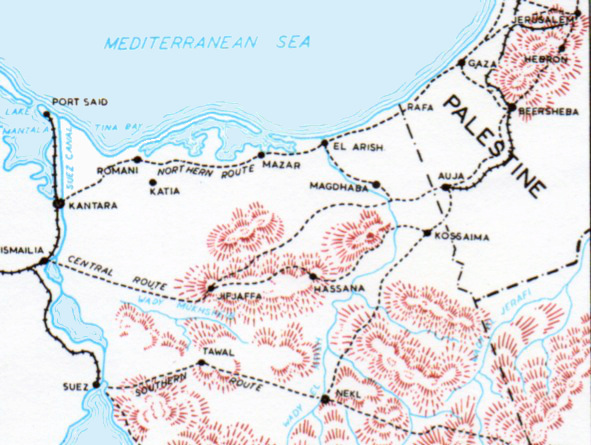
L'avance britannique au Sinaï et en Palestine, E.G. Keogh, 1955

Les forces britanniques de l'Egyptian Expeditionary Force, basées dans le sultanat d'Égypte sous protectorat britannique et commandées depuis juin 1917 par Edmund Allenby, ont repoussé deux offensives ottomanes contre le canal de Suez en 1915 et 1916. Avec le concours du Desert Mounted Corps, corps de cavalerie australo-néo-zélandais, elles se sont assuré le contrôle du désert du Sinaï et ont pris pied dans le sud-ouest de la Palestine où elles remportent la bataille de Beer-Sheva le 31 octobre 1917 suivie de celle de Mughar Ridge (en) le 13 novembre. Elles ont construit un chemin de fer traversant le Sinaï, à voie étroite, prolongé jusqu'à Deir el-Balah près de Gaza, pour assurer leur logistique depuis l'Égypte et se préparent à une nouvelle offensive.
Le ravitaillement reste cependant le point critique de la guerre du désert. Les 25 000 chevaux du Desert Mounted Corps consomment plus de 100 tonnes de grain par jour. Une centaine de camions, plus des convois de chameaux et de mules, avec la main-d'œuvre des Égyptiens de l'Egyptian Labour Corps, sont nécessaires à son approvisionnement.
En face, les Germano-Ottomans mettent en place une nouvelle grande unité, le groupe d'armées Yildirim (en), commandé par le feld-maréchal allemand Erich von Falkenhayn. Celui-ci, à la suite d'une visite au secteur de Gaza les 9 et 10 septembre 1917, décide de donner la priorité au front de Palestine plutôt qu'à celui d'Irak également menacé par l'avance britannique. Entretemps, Enver Pacha, ministre de la guerre et chef effectif du gouvernement des Trois Pachas, intrigue pour écarter son rival, Djemal Pacha, du théâtre d'opération principal : le commandement de Djemal à la 4e armée ottomane est réduit aux régions côtières et intérieures de la Syrie ottomane, ainsi qu'au Hedjaz, à l'exclusion du front de Palestine.
Le groupe d'armées Yildirim s'installe en position défensive : la 8e armée, commandée par l'Allemand Friedrich Kress von Kressenstein, campe sur la côte devant Jaffa, tandis que la 7e armée, commandée par Fevzi Pacha et fortement éprouvée dans les batailles précédentes, se replie vers les monts de Judée et commence à y construire des fortifications.

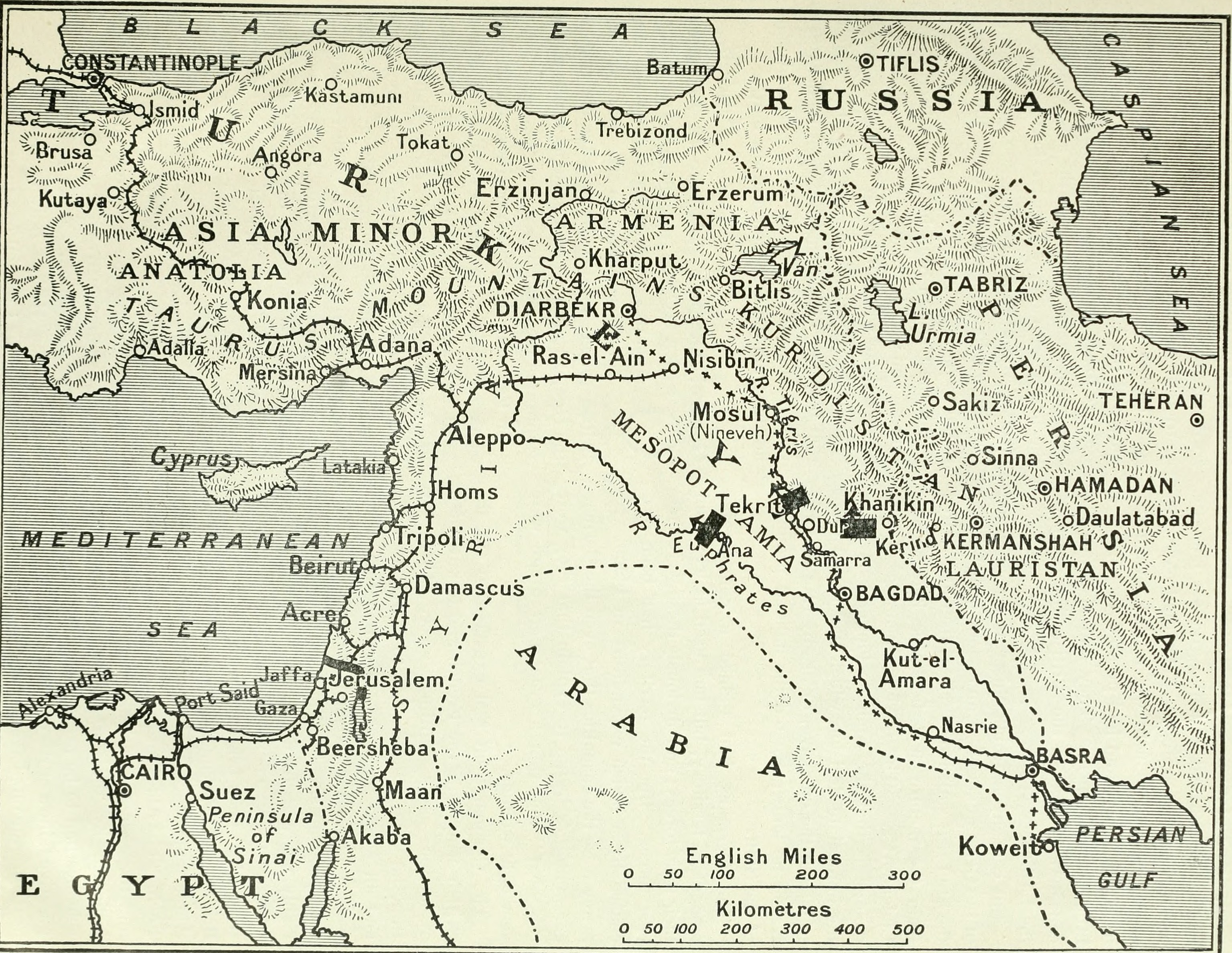
Les fronts du Moyen-Orient en avril 1918

Falkenhayn, comparant la situation du groupe Yildirim à celles qu'il a connues sur les fronts européens, sait qu'il ne pourra pas construire une ligne de défense solide faute d'ingénieurs, de matériel de fortification et d'artillerie lourde. À la place, il prévoit une série de lignes défensives provisoires et de contre-attaques ponctuelles permettant de gagner du temps. Cependant, l'efficacité de cette tactique est limitée par le manque de mobilité de ses forces et par le mauvais moral des soldats, surtout des conscrits arabes recrutés sur place et qui commencent à déserter en nombre.
Les Ottomans souffrent d'une grave déficience d'équipement et de transports. Tout leur matériel militaire est importé d'Allemagne et doit être déchargé et rechargé 6 fois, sur un réseau ferroviaire incomplet, avant d'atteindre le front de Palestine. Pour défendre leurs frontières menacées, ils ont rapatrié les unités dispersées du corps ottoman en Galicie (19e division) et du corps de Dobroudja (16e et 26e divisions) : ces troupes sont les plus modernes de l'armée ottomane, entraînées et équipées sur le modèle des troupes d'assaut allemandes. La saturation du réseau retarde considérablement leur entrée en ligne : les troupes allemandes de l'Asien-Korps restent bloquées pendant deux mois à la gare de Haydarpaşa, sur la rive asiatique du Bosphore, à la suite d'une explosion dont on ignore si elle est accidentelle ou le résultat d'un sabotage.
Cependant, la révolution bolchevique en Russie, qui a éclaté le 7 novembre 1917, va donner un répit aux Ottomans : le gouvernement révolutionnaire russe de Lénine envoie immédiatement des propositions de paix à l'Allemagne. Le cabinet de guerre impérial de Londres s'attend à voir l'Allemagne retirer prochainement ses troupes du front russe pour les reporter sur le front français. Londres fait savoir à Allenby qu'il ne pourrait pas soutenir une offensive de longue durée au Proche-Orient, toutes les réserves étant nécessaires à l'Ouest.

## Contexte diplomatique

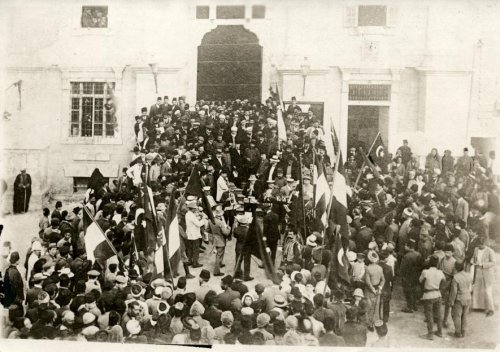
Manifestation à Jaffa en l'honneur des Empires centraux (Allemagne et Autriche-Hongrie), 1915

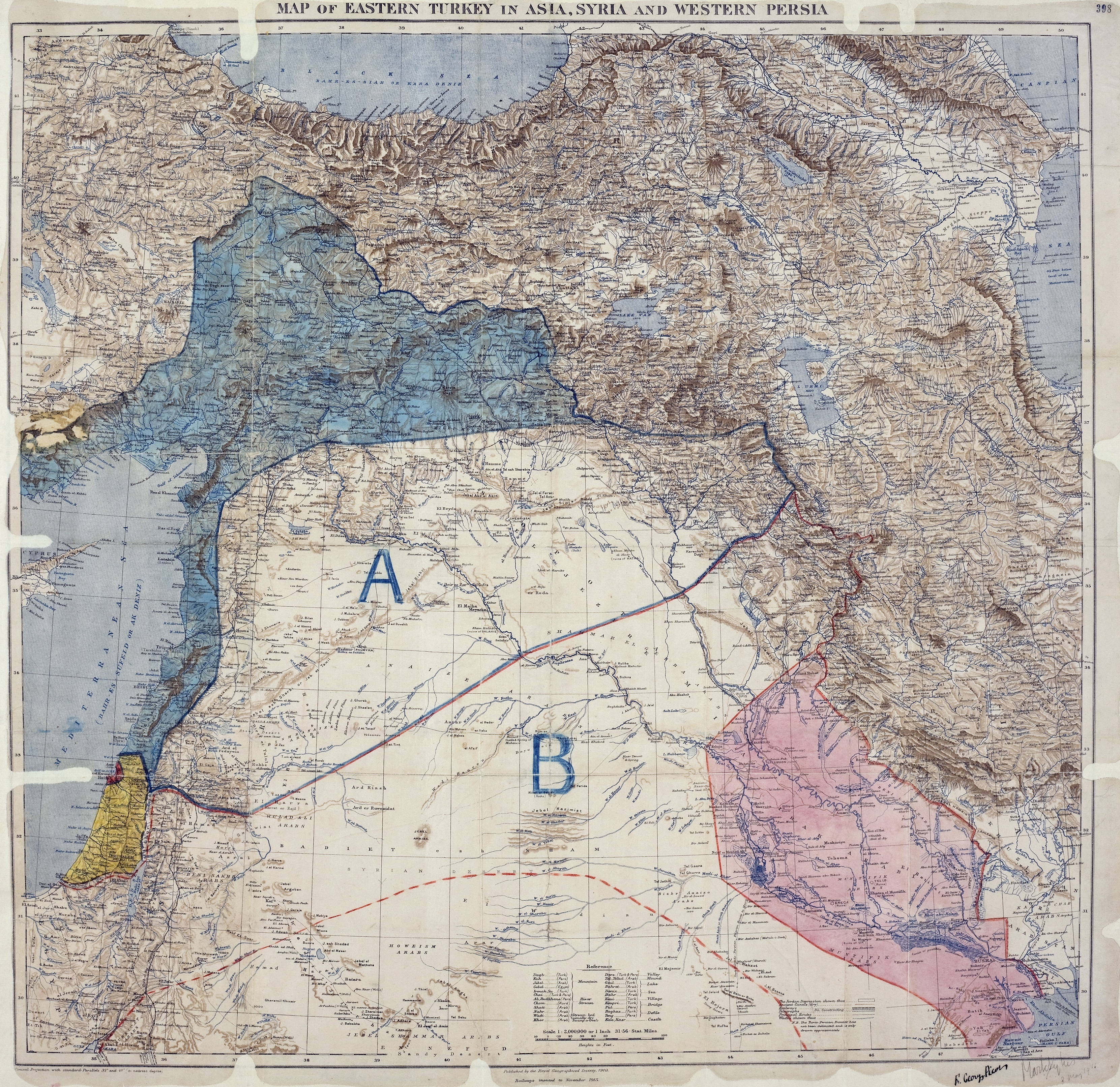
Partage prévu du Moyen-Orient en zones britannique (B) et française (A), accords Sykes-Picot du 8 mai 1916

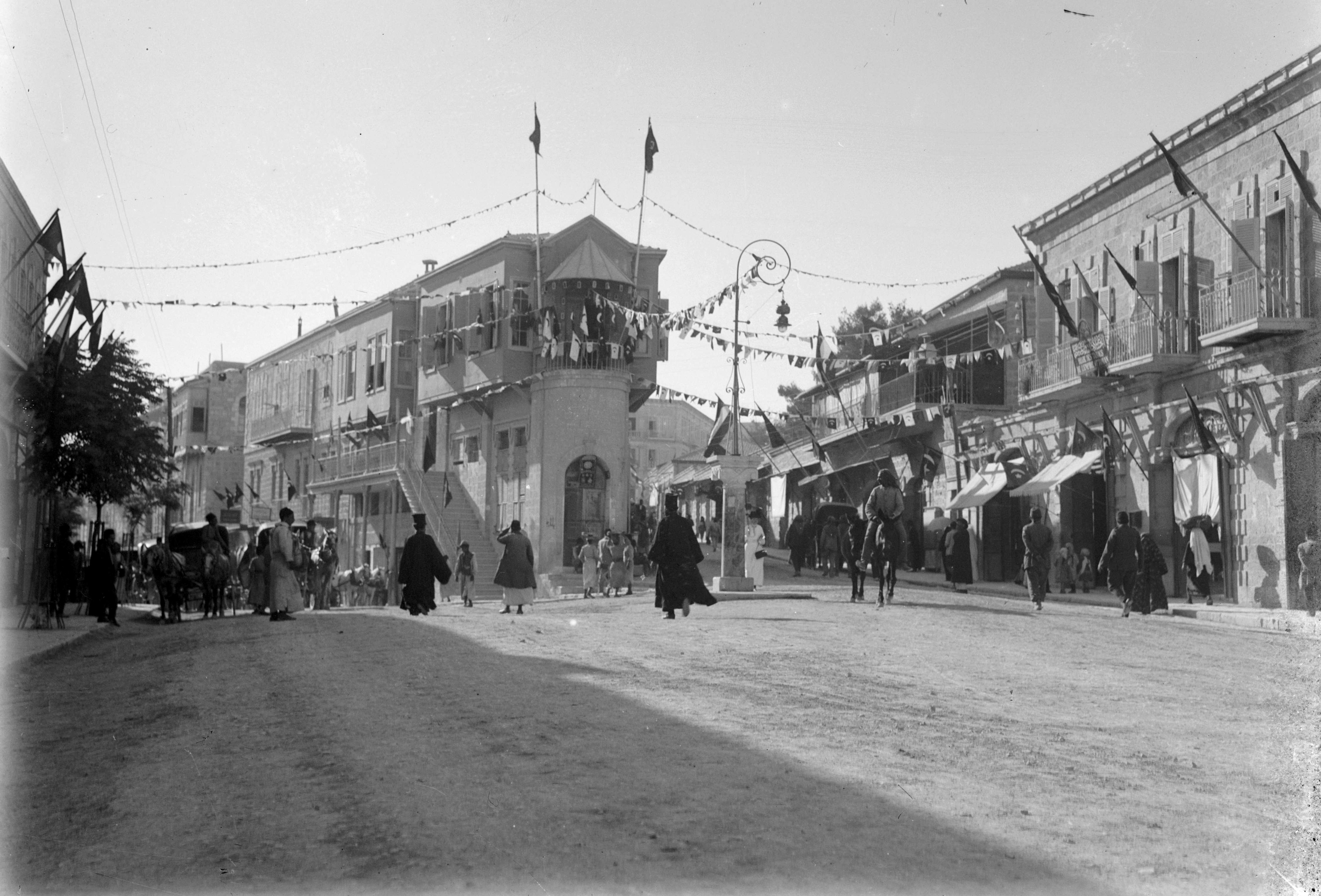
Jérusalem pavoisée pour l'anniversaire du sultan Mehmed V, avril 1917

Le gouvernement britannique se rend compte que la prise de Jérusalem, ville sainte des trois « Religions du Livre », peut avoir un effet psychologique considérable. En marge de la bataille militaire, une bataille diplomatique se joue pour la possession de la Terre Sainte. Par la déclaration Balfour, signée le 2 novembre 1917 et publiée par The Times le 9 novembre, le Royaume-Uni promet de créer un « foyer national juif » en Palestine, ce qui heurte l'opinion arabe et musulmane. Peu après, le 23 novembre, le gouvernement bolchevique rend publics les documents secrets de la diplomatie de l'Entente et en premier lieu les accords Sykes-Picot qui prévoient un partage du Moyen-Orient entre les dominations britannique (Palestine et Irak) et française (Syrie centrale et Liban). Le premier ministre français Georges Clemenceau, rencontrant son homologue britannique David Lloyd George le 28 novembre, se dit peu intéressé par la Syrie mais tient à obtenir des avantages pour satisfaire les éléments « réactionnaires » de son ministère des Affaires étrangères.
Le 21 novembre, Lloyd George, conseillé par le diplomate Mark Sykes, grand connaisseur du Moyen-Orient, envoie à Allenby des instructions détaillées sur la conduite à tenir lors de son entrée dans la ville. Il ne doit pas imiter Guillaume II d'Allemagne qui, en 1898, avait fait une entrée spectaculaire à cheval : au contraire, il doit entrer à pied et garder une attitude modeste. Les petits contingents français et italien qui marchent aux côtés de l'armée britannique doivent être associés à l'entrée solennelle. Les lieux saints de l'islam (esplanade des Mosquées) doivent être confiés à la garde de soldats musulmans de l'armée des Indes. Pour montrer à Allenby l'importance symbolique de sa mission, Lloyd George lui remet un ouvrage archéologique, Historical Geography of the Holy Land de George Adam Smith, qui, dit-il, lui fera connaitre la configuration des lieux mieux que n'importe quel rapport du War Office.
Le 30 novembre, François Georges-Picot, représentant français au Moyen-Orient et un des deux signataires des accords Sykes-Picot, rencontre le général Allenby pour lui réclamer l'instauration d'une administration civile franco-britannique des territoires conquis une fois que la bataille sera terminée : Hébron et Gaza seraient sous tutelle britannique, Jaffa et Jérusalem sous tutelle française. Allenby lui répond sèchement que la Palestine est une zone d'opérations militaires qui dépend de son commandement et qu'il n'y aura pas d'autre autorité que la loi martiale.
Les Britanniques, qui souhaitent avoir les mains libres en Palestine, s'opposent à la nomination d'un représentant du chérif de La Mecque, Hussein ben Ali, reconnu roi du Hedjaz en 1916, dans l'administration des lieux saints de Palestine : ce serait reconnaître au chérif une autorité de type califal,. De même, l'autorité militaire britannique interdit l'entrée de la Palestine aux représentants du mouvement sioniste.
Cependant, la publication des accords Sykes-Picot entraîne un retournement pro-ottoman dans l'opinion arabe, jusque-là réticente du fait de la politique brutale de Djemal Pacha. Fevzi Pacha organise plusieurs réunions publiques à Naplouse pour dénoncer l'impérialisme franco-britannique et plusieurs centaines d'Arabes de la ville s'engagent dans l'armée ottomane. Par crainte du colonialisme occidental, beaucoup plus que par sympathie pour la cause du Chérif Hussein, les Arabes éprouvent un regain de loyauté envers le sultan.

## Ordre de bataille
Alliés
Egyptian Expeditionary Force (Edmund Allenby)
- XXe corps (en) (Philip Chetwode)
- XXIe corps (en) (Edward Bulfin (en))
- Desert Mounted Corps (Harry Chauvel)

Empires centraux
Groupe d'armées Yildirim (Erich von Falkenhayn)
- 7e armée (Fevzi Pacha), QG à Naplouse
  - IIIe corps (Mustafa Ismet Pacha) autour de Naplouse
    - 3e division de cavalerie
    - 27e division

  - XXe corps (Ali Fouad Pacha) autour de Jérusalem
    - 53e division
    - 26e division
    - 24e division
    - 19e division
- 8e armée (Kress von Kressenstein jusqu'au 2 décembre 1917 puis Djevad Pacha), QG à Tulkarem
  - XXIIe corps (Refet Bey (en))
    - 3e division
    - 7e division
    - 16e division

  - Asien-Korps allemand (Werner von Frankenberg und Proschlitz (de))

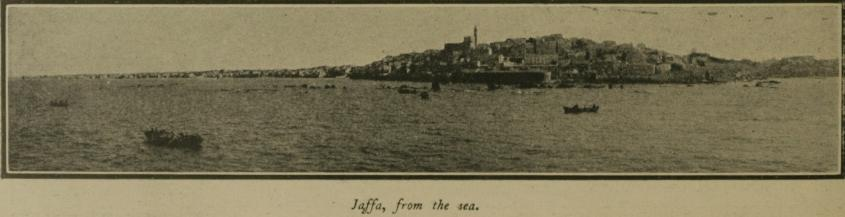
Jaffa vue de la mer, v. 1917

## Première phase: avance britannique au nord de Jérusalem

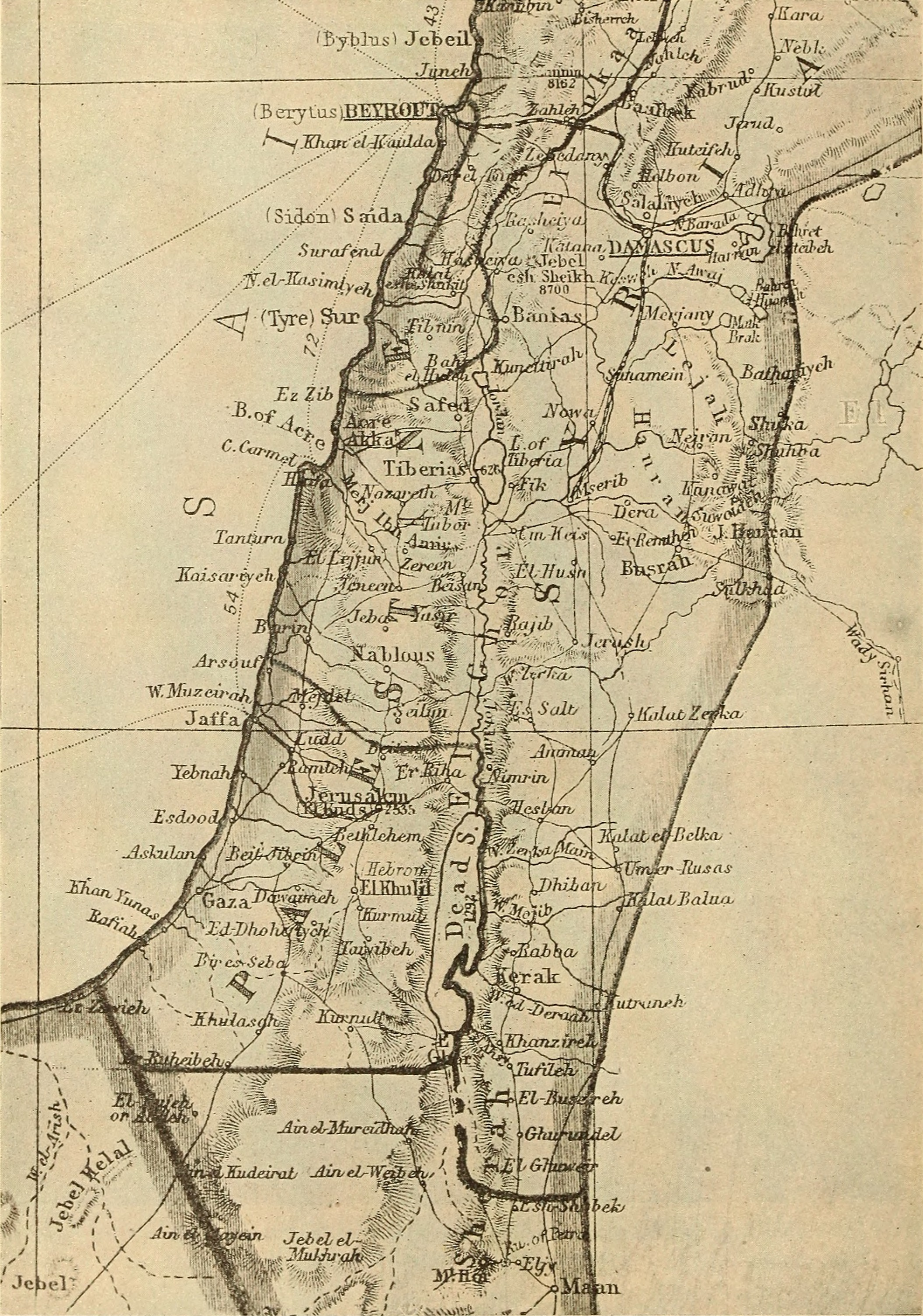
Carte de la Palestine ottomane en 1910

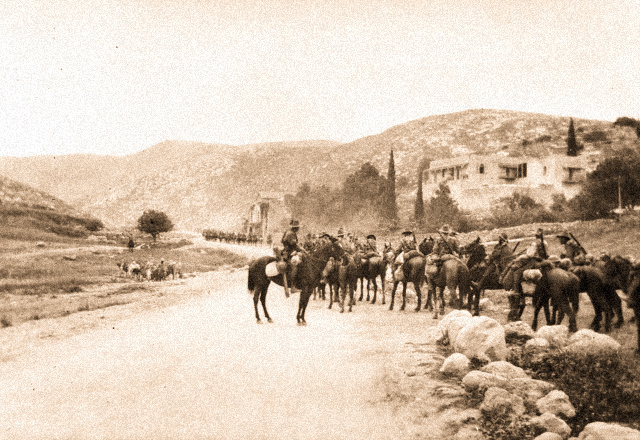
Light Horse Regiment australien entrant dans les monts de Judée, 1918

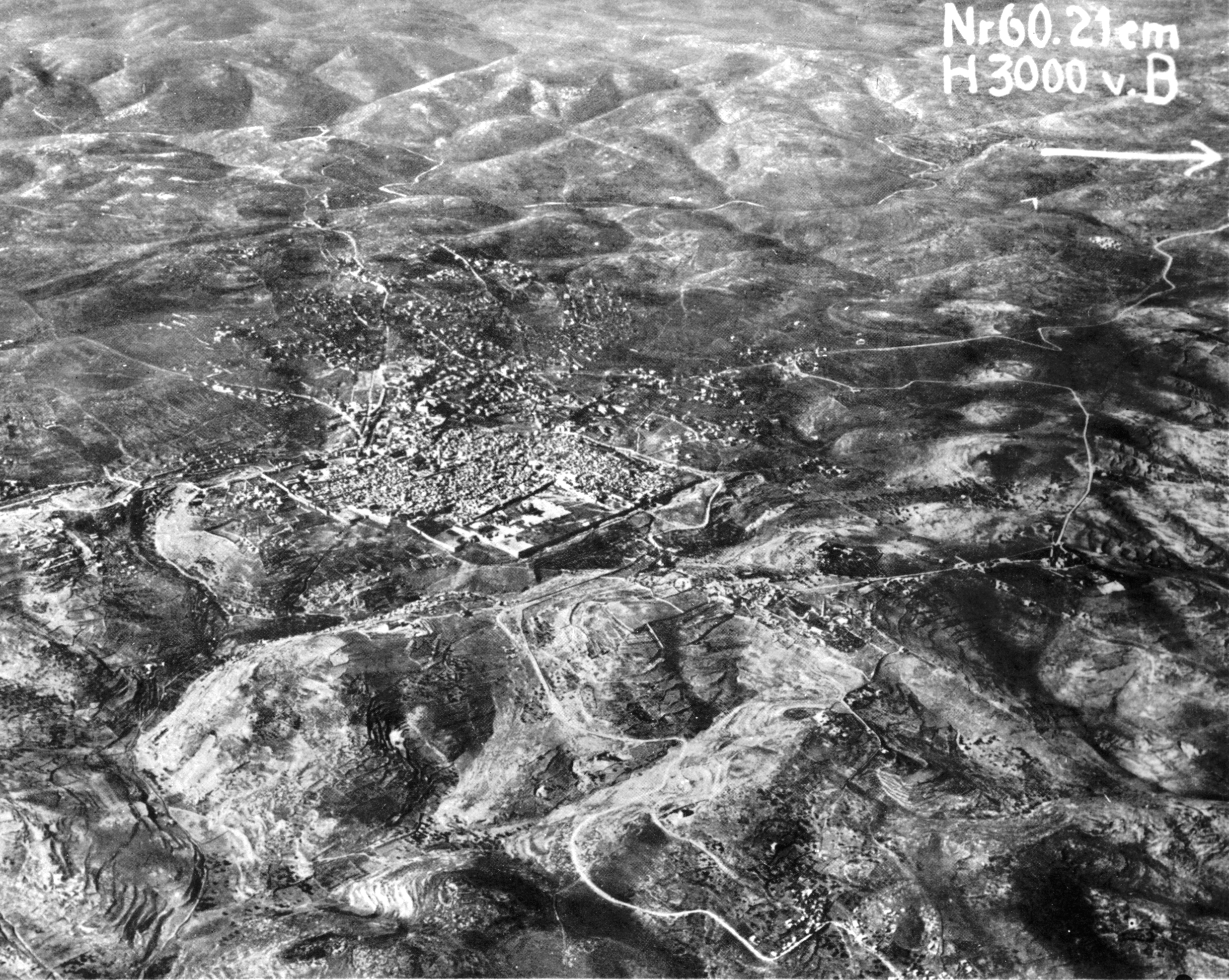
Vue aérienne de Jérusalem, 1917

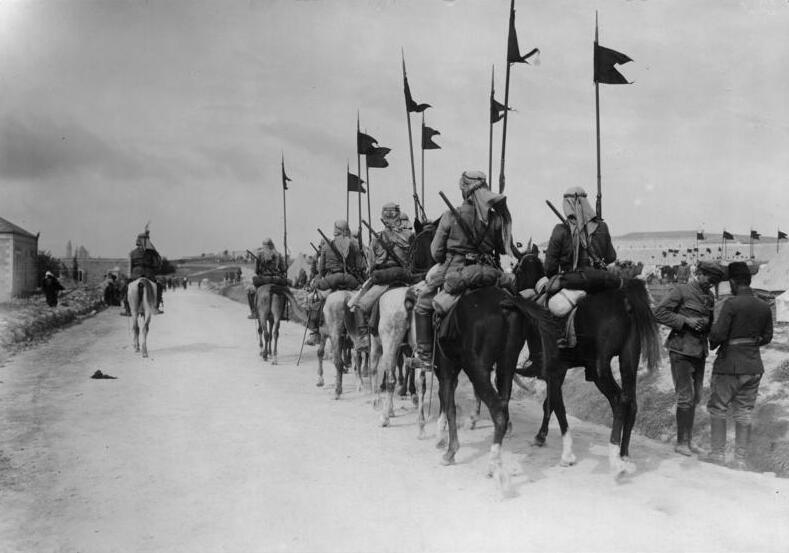
Cavaliers ottomans au sud de Jérusalem, avril 1917

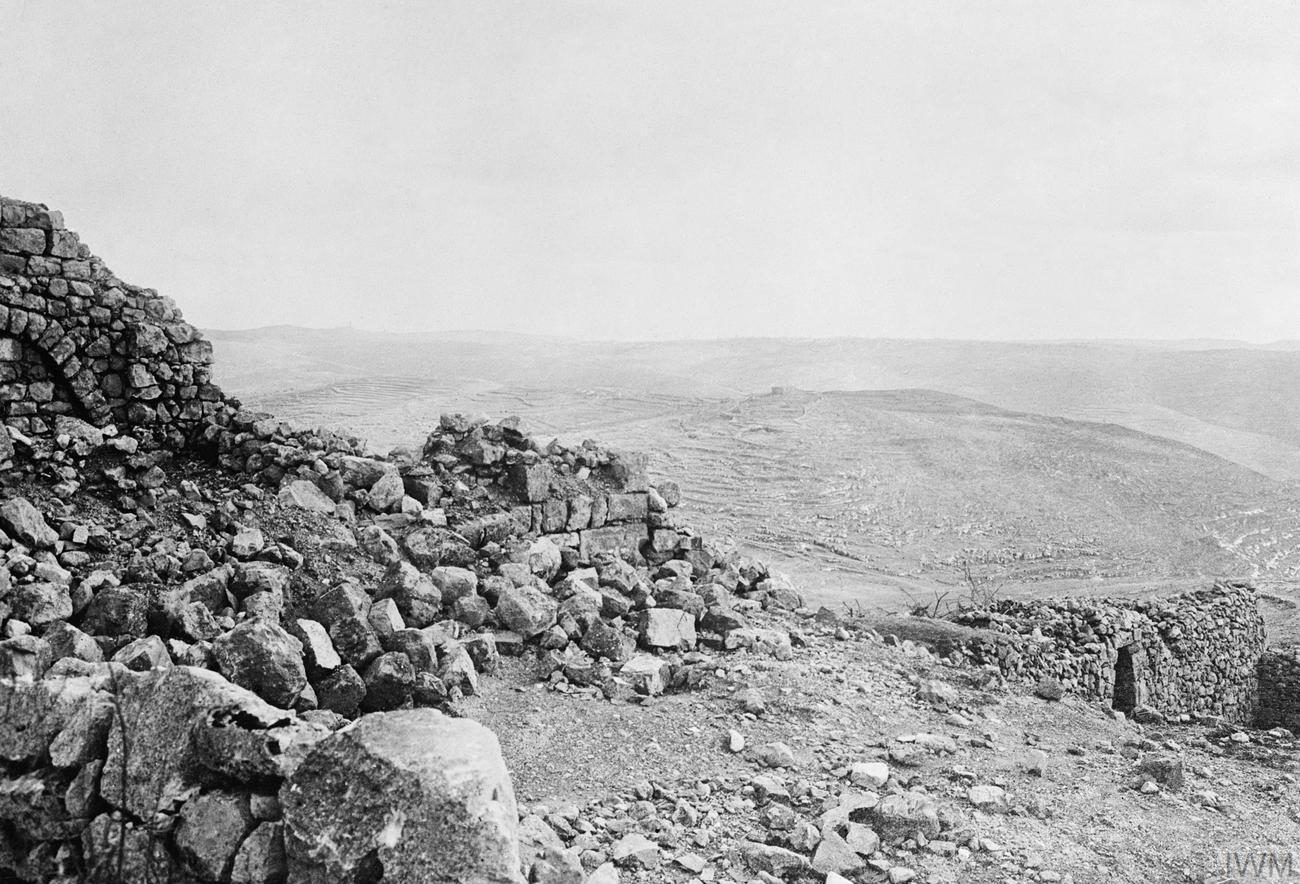
Sommet de Nebi Samwil

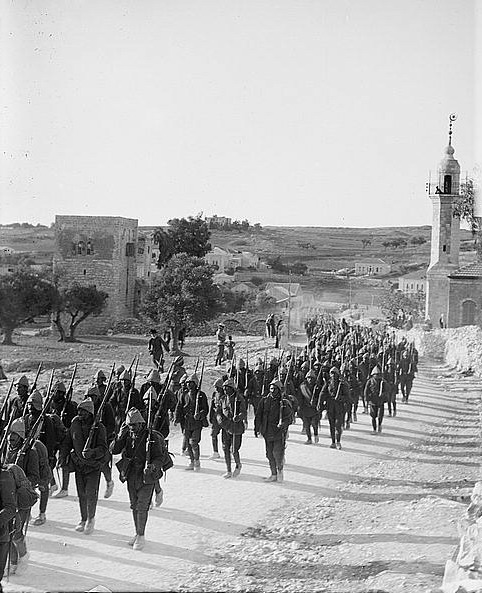
Soldats ottomans sur la route de Naplouse à Jérusalem, v. 1914-1917

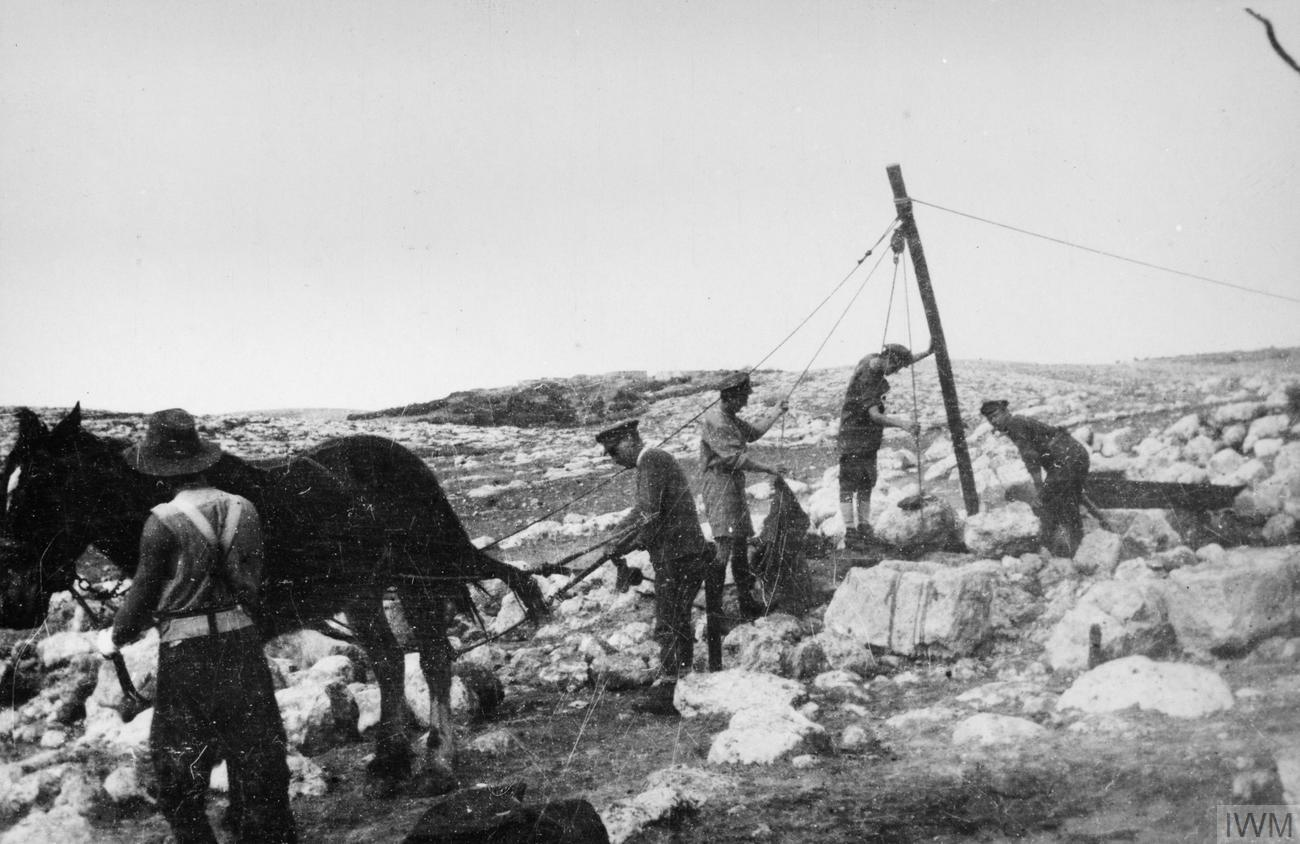
Soldats britanniques à un puits à l'ouest de Jérusalem, 1917

Le 15 novembre, le Desert Mounted Corps reçoit l'ordre de reprendre son avance vers Ramla et Lod. Le 16 novembre, lors de la première bataille de Jaffa (en), il s'empare de cette ville mais l'artillerie ottomane reste positionnée sur la rive nord du Nahr el-Auja, rendant le port inutilisable pour l'approvisionnement : les Britanniques doivent se contenter d'un transbordement par allèges vers les plages.
Le même jour, le 16 novembre, les Britanniques s'emparent de Latroun, à l'entrée de la route de Lod à Jérusalem qui est en partie utilisable malgré les destructions opérées par les Ottomans,.
Le 18 novembre, Allenby, à l'état-major du XXIe corps, décide de continuer l'offensive vers les monts de Judée en contournant la ville de Jérusalem pour obliger le XXe corps ottoman à se retirer avant qu'il n'ait consolidé ses défenses. Les forces britanniques avanceront en deux corps : les 52e (Lowland) et 75e divisions d'infanterie avec la Yeomanry Mounted Division (en) et la division montée de l'ANZAC vers l'est à partir de Latroun, afin de couper la route de Jérusalem à Naplouse, et la 53e (Welsh) division depuis Bir es-Seba pour prendre Hébron, Bethléem et la route de Jéricho en contournant Jérusalem par le sud-est,.
Les cavaliers de la Yeomanry et les tirailleurs indiens de la Frontier Force (en) livrent les premiers combats dans la soirée du 18 pour s'assurer le passage.
L'avance britannique se poursuit les jours suivants sur un terrain accidenté. La chaleur du jour contraste avec le froid glacial des nuits en altitude. Les nuages bas, puis les fortes pluies empêchent l'usage de l'aviation, hormis un bombardement le 22 novembre. Le 21 novembre, la Yeomanry Mounted Division atteint la crête de Beit Ur al-Fauqa, à l'ouest de Ramallah, mais elle est repoussée par une contre-attaque ottomane. Le même jour, la 75e division atteint Nebi Samwil, à 3 km au nord de Jérusalem, et s'en empare mais elle est immobilisée par une série de contre-attaques ottomanes les jours suivants,.
Le 24 novembre, la New Zealand Mounted Rifles Brigade franchit le Nahr el-Auja et établit deux têtes de pont sur le rive nord, bientôt renforcée par la 54e (East Anglian) division. Dans la nuit du 24 au 25 novembre, les 3e et 7e divisions ottomanes contre-attaquent et obligent les Anglo-Néo-Zélandais à évacuer les têtes de pont,.
Au sud, la 53e (Welsh) division n'a que peu avancé sur la route d'Hébron, tenue par la 27e division ottomane.

## Contre-attaques ottomanes

### Préparatifs
Von Falkenhayn et l'état-major ottoman préparent, après les contre-attaques locales des 21-25 novembre, une contre-offensive générale face aux troupes britanniques dispersées et fatiguées.
Cependant, Allenby s'attend à cette réaction : entre le 23 et le 28 novembre, il envoie en première ligne les réserves du XXe corps, les 60e (2/2nd London), 74e (Yeomanry) et 10e (Irish) divisions, pour relever les 52e (Lowland) et 75e divisions. La 53e (Welsh) et le corps de cavalerie sont mis en attente autour de Bir es-Seba,.

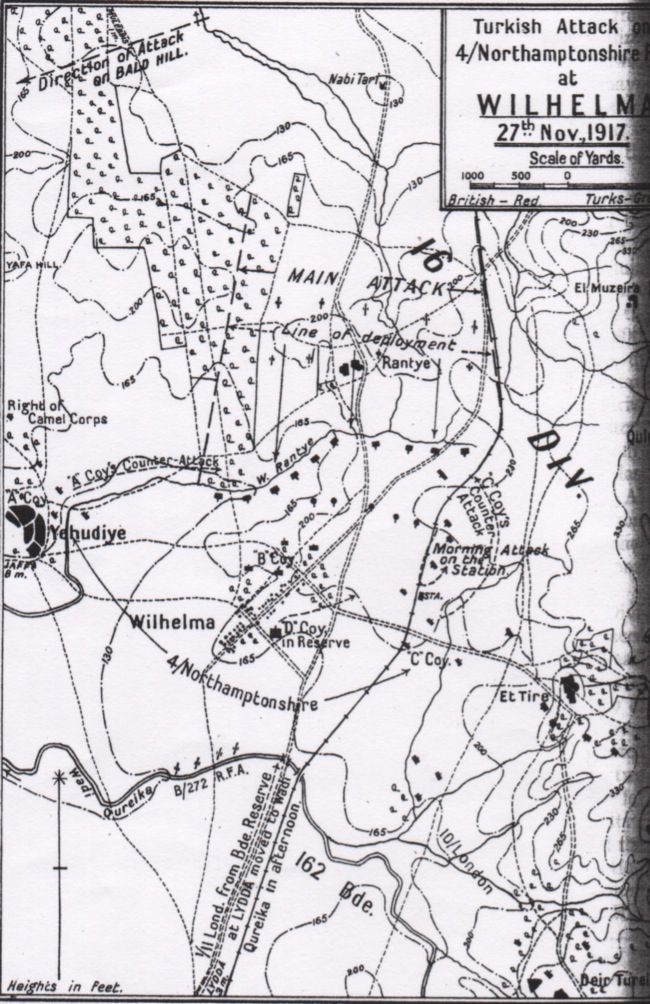
Attaque ottomane du 27 novembre autour de Wilhelma : la 16e division ottomane face à la (East Midland) brigade de la 54e (East Anglian) division

À partir du 27 novembre, la 16e division (8e armée ottomane) et la 19e division (7e armée)  lancent une série d'attaques d'infanterie, d'une part dans la plaine côtière, d'autre part dans les monts de Judée, autour de Nebi Samwil et du plateau de Zeïtoun.

### Attaque dans la plaine côtière

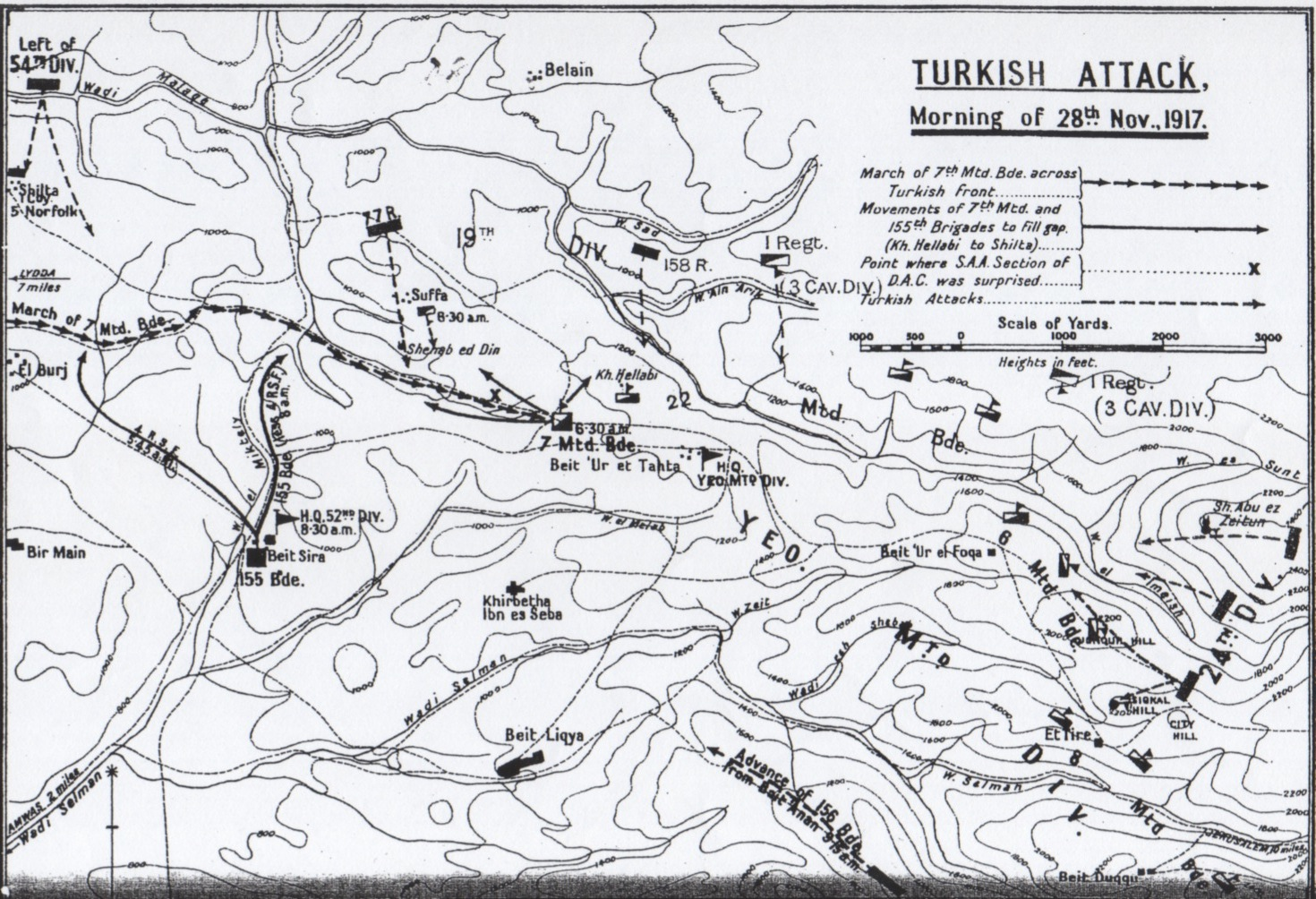
Attaque ottomane du 28 novembre autour de Beit Ur el Tahta : les 19e division d'infanterie et 3e de cavalerie ottomanes face à la Yeomanry Mounted Division

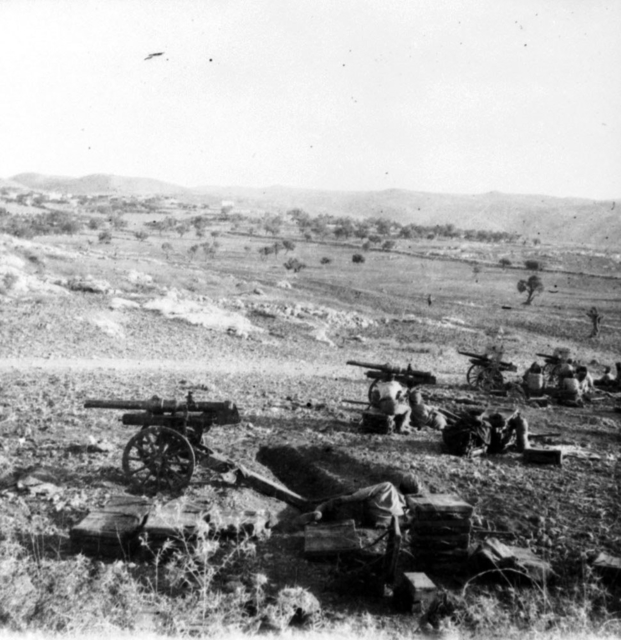
Canons BL 2,75 du régiment d'artillerie de montagne de Hong Kong (Indien) dans les monts de Judée, novembre 1917

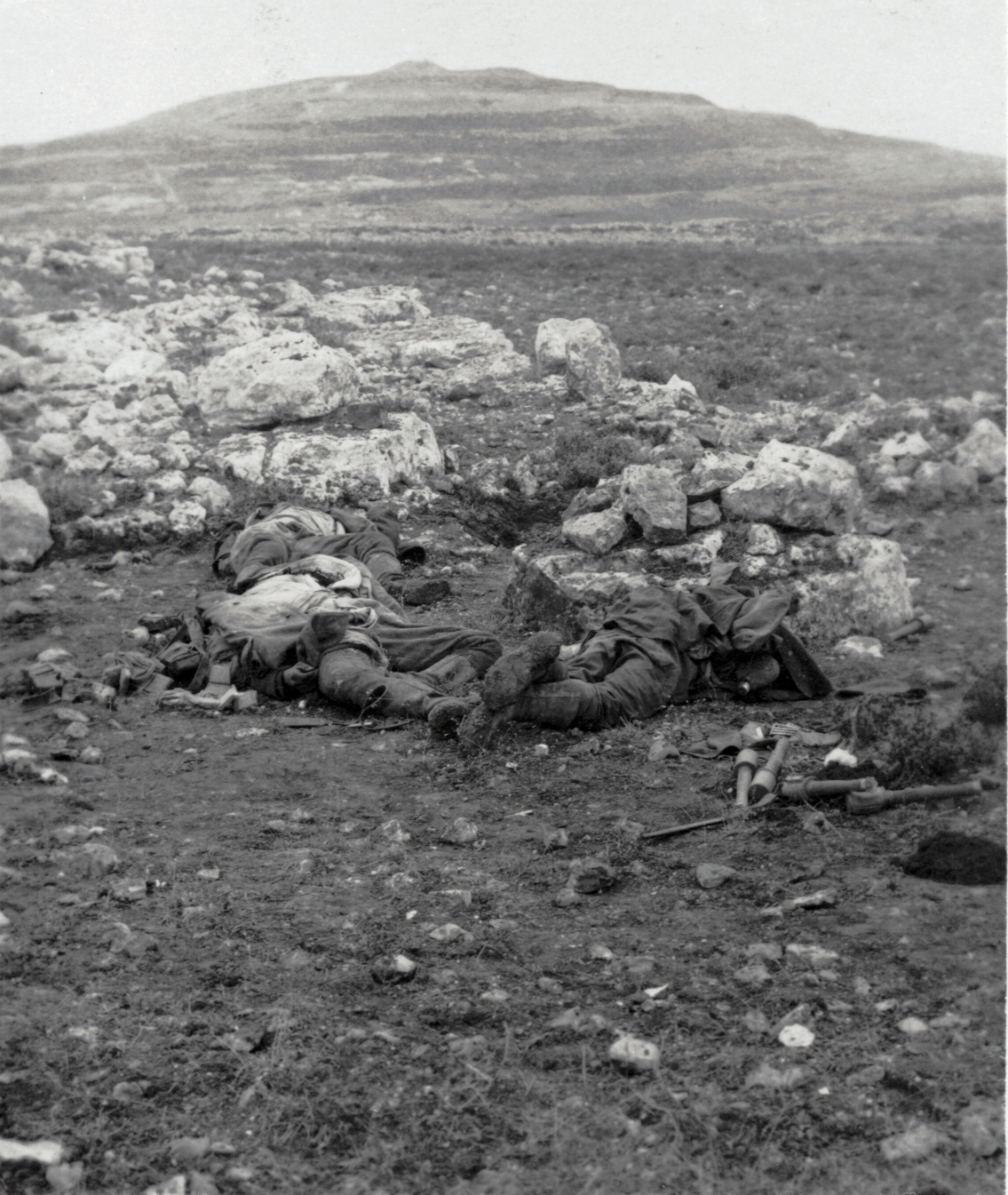
Soldats turcs tués à Tell el Ful, 1917

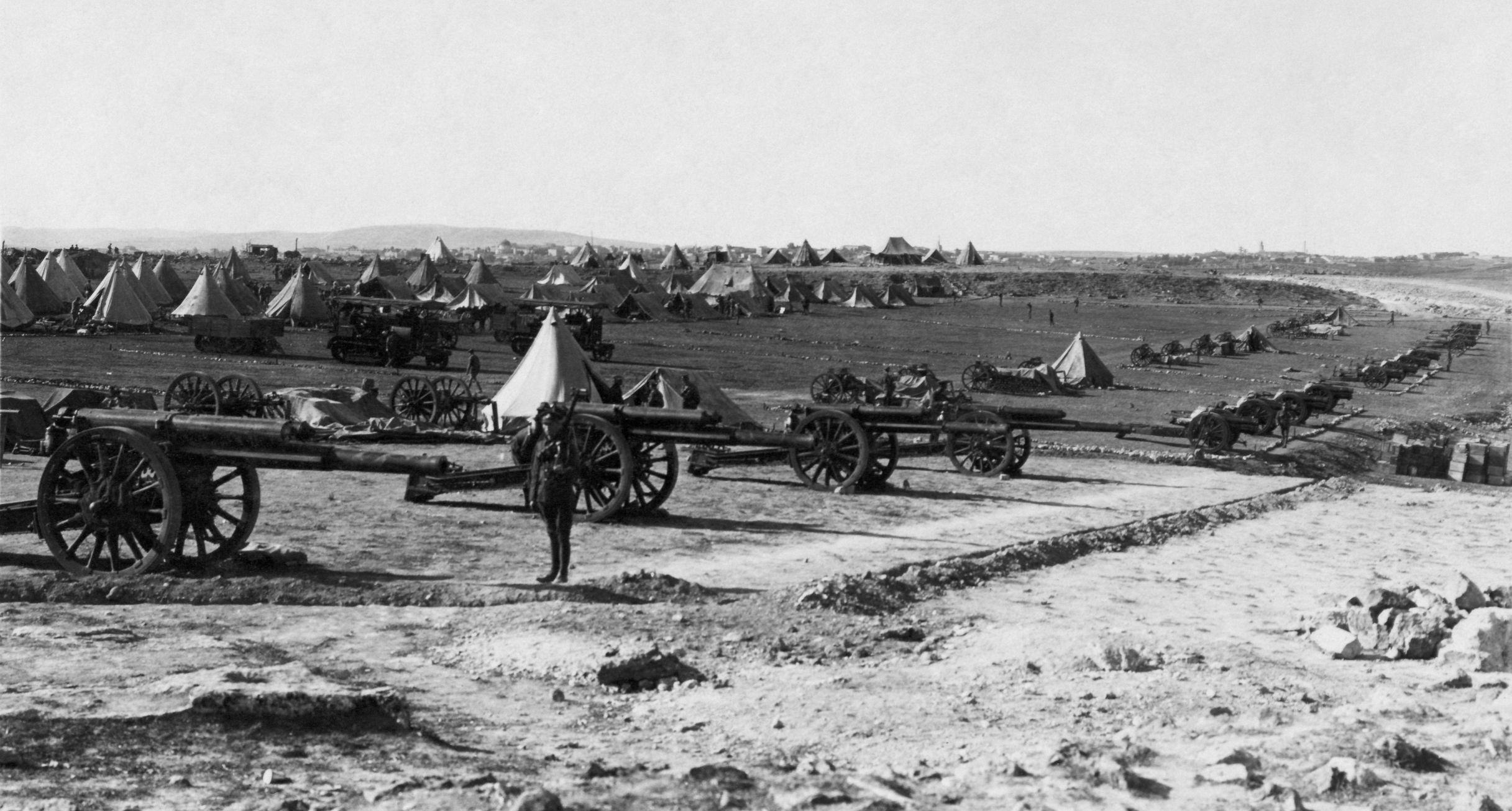
Batterie d'artillerie lourde britannique au mont Scopus après la prise de Jérusalem, 1917

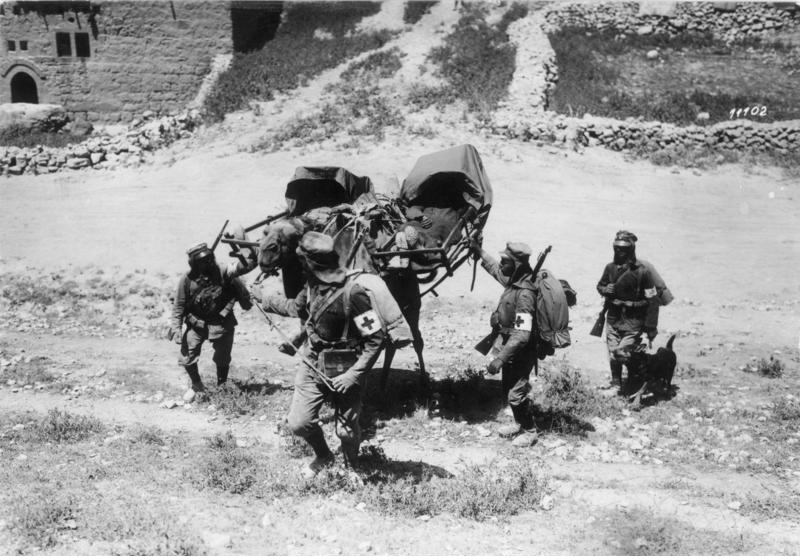
Transport par chameau de blessés de l'Asien-Korps allemand, 1918

Le 27 novembre à 17h00, la 16e division mène une attaque à Wilhelma, village de colons allemands près de l'actuelle Tel-Aviv. Elle est repoussée par un feu nourri de mitrailleuses et d'artillerie de campagne. Une deuxième attaque, le soir du 28, s'empare d'une position de la 2nd Light Horse Brigade australienne mais, au matin du 29, les attaquants sont pris en enfilade sous les tirs anglo-australiens : 3 officiers, 147 soldats et 4 mitrailleuses des Ottomans sont capturés,.

### Attaque vers Ramla
Le 27 novembre, des éléments des 16e et 19e division mènent une attaque en tenaille contre les lignes de communication de la Yeomanry Mounted Division et de la 54e (East Anglian) division. La 7th Mounted Brigade (Yeomanry) est engagée pour combler la brèche. Dans la journée du 28, elle parvient à arrêter l'avance de la 19e division ottomane. Une brigade de la 52e (Lowland) division, qui était en cours de retrait, remonte précipitamment au front et rétablit une ligne de défense,.

### Attaque vers Beitunia
Les 27 et 28 novembre, les Ottomans attaquent les positions avancées de la Yeomanry Mounted Division autour de Beitunia, sur le plateau de Zeïtoun, l'obligeant à se retirer de Beit Ur al-Fauqa. Les jours suivants, les combats se poursuivent autour de Beit Ur al-Fauqa. Pour la première fois, la météo permet un usage suivi de l'aviation : les 28 et 29 novembre, les escadrilles britanniques et australiennes bombardent la base aérienne de Tulkarem. Le soir du 29, les escadrilles allemandes bombardent la base britannique de Djoules. Le 30 novembre, le déploiement de la 74e (Yeomanry) division, venue épauler la cavalerie australienne, permet de stabiliser le front.

### Attaques du1erdécembre à Beit Ur el Tahta et Nebi Samwil
Dans la nuit du 1er décembre, vers 1h00, la 19e division ottomane lance deux attaques d'infanterie contre la 157e (Highland) brigade à Beit Ur el Tahta et contre la 3rd Light Horse Brigade australienne à El Burj, position avancée sur la route de Naplouse. La 52e (Lowland) division perd du terrain mais le reconquiert vers 4h30. Les combats se poursuivent jusqu'à l'aube : les Ottomans perdent 100 tués et 172 prisonniers, les Anglo-Australiens moins de 60 hommes en tout.
Le 1er décembre, la 7e armée ottomane lance plusieurs attaques vers Nebi Samwil : les Turcs sont repoussés et subissent de lourdes pertes.
Ces échecs coûteux marquent la fin de la contre-offensive ottomane. Ali Fouad Pacha, chef du XXe corps ottoman, commence à préparer l'évacuation de la ville où il ne dispose plus que de 8 000 hommes.

## Prise de Jérusalem

### Jérusalem, une ville à préserver
Les deux camps veulent éviter les combats dans Jérusalem : Falkenhayn craint de voir une partie de ses forces perdues par encerclement tandis qu'Allenby redoute d'endommager les lieux saints, ce qui aurait un effet psychologique néfaste. Les combats se déroulent donc uniquement sur le pourtour de la ville. Les Ottomans tiennent à éviter des destructions pour préserver l'image d'intégrité religieuse du califat et du sultanat tandis que l'Allemagne et l'Autriche-Hongrie, nations chrétiennes, souhaitent ménager leur opinion intérieure aussi bien que celle des neutres. La garnison ottomane, avec les consuls allemand et austro-hongrois, évacue la ville dans la journée du 8 décembre.

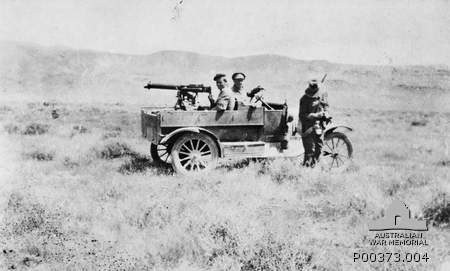
Automitrailleuse australienne Ford T, 1914-1918

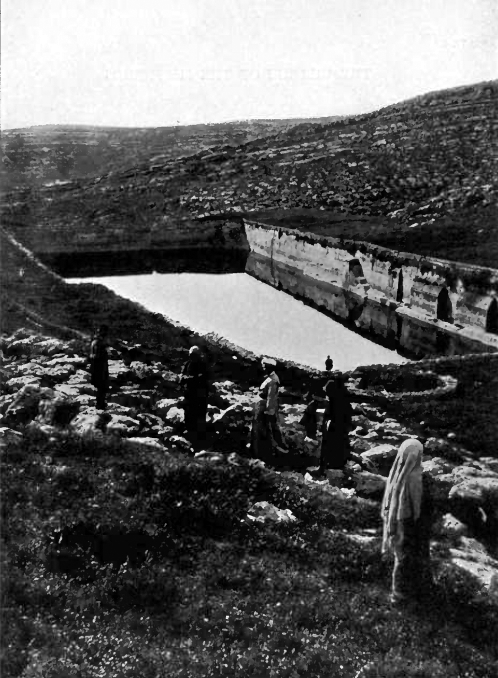
Les piscines de Salomon en 1912

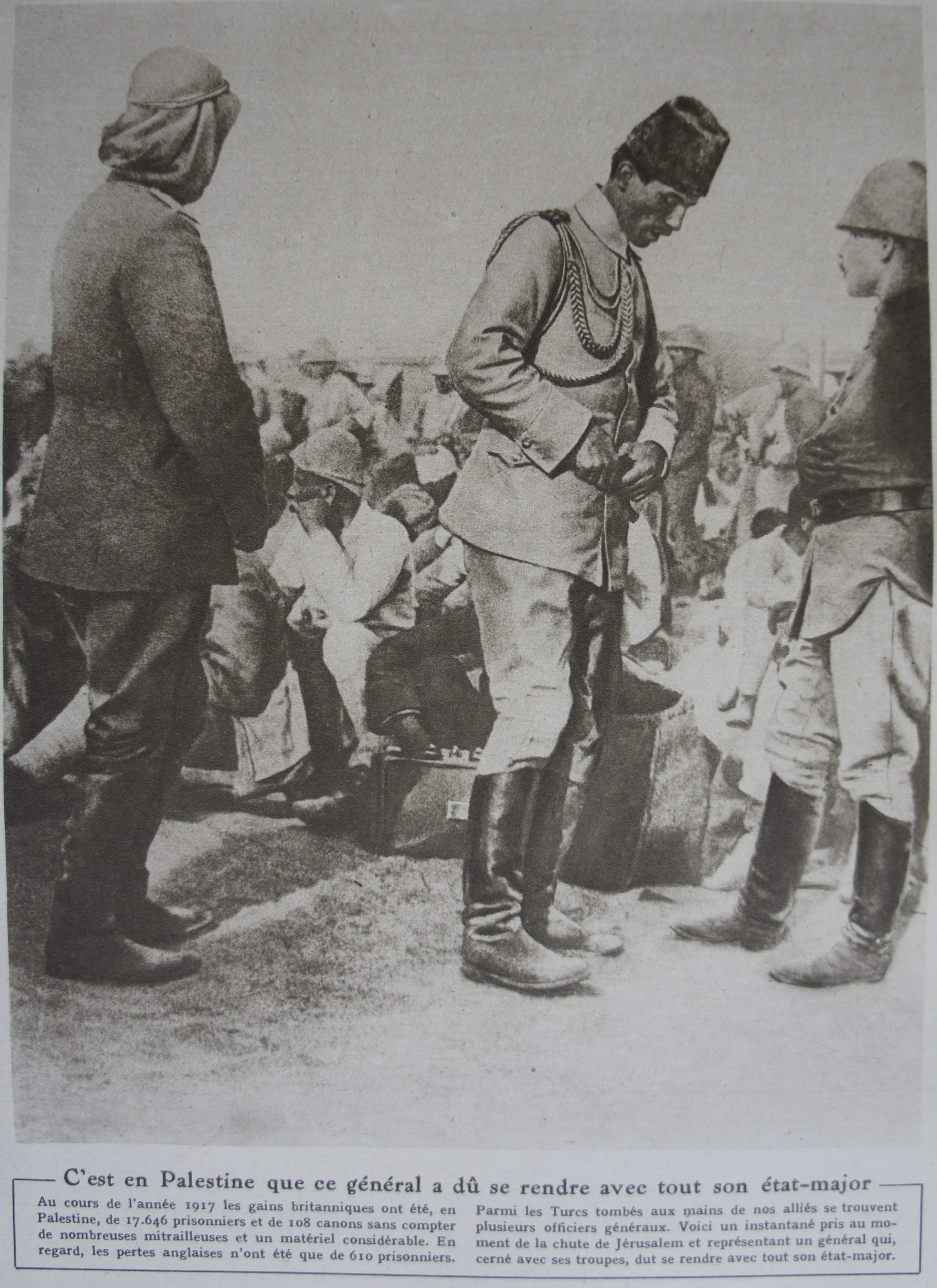
Général ottoman capturé à Jérusalem, Le Miroir, 1917

### Reprise de l'offensive britannique
À partir du 2 décembre, la 52e (Lowland) division achève de se retirer tandis que les 10e (Irish), 74e (Yeomanry) et 60e (2/2nd London) divisions terminent leur déploiement,. Dans la nuit du 3 décembre, entre 1h00 et 3h30, un bataillon de la 74e (Yeomanry) division reprend Beit Ur al-Fauqa. Le combat continue toute la matinée mais le bataillon, se trouvant sous le feu des hauteurs, doit se replier en ayant perdu 300 hommes,.
Le 4 décembre, le détachement du général S. F. Mott, de la 53e (Welsh) division, reprend son avance au sud de Jérusalem. Dans la soirée, deux automitrailleuses australiennes de reconnaissance rapportent qu'il n'y a plus de troupes ottomanes à Hébron. Mott reçoit l'ordre de continuer vers le nord pour couvrir le flanc droit de la 60e (2/2nd London) division et couper la route de Jérusalem à Jéricho,. Le 7 décembre, l'avance de Mott est ralentie par de fortes pluies,. C'est seulement dans la soirée qu'il s'empare des piscines de Salomon, au sud de Bethléem. Le matin du 8 décembre, Mott arrête son avance à cause du tir des batteries ottomanes de Beit Jala. Philip Chetwode, chef du XXe corps, lui ordonne de continuer mais quand le détachement Mott entre à Beit Jala, vers 16h00, les Ottomans l'ont déjà évacuée. La 60e (2/2nd London) division, elle aussi, a dû interrompre son avance à cause des tirs d'artillerie et ne peut empêcher la retraite des Turcs. Ce n'est qu'au soir du 8 décembre que la 53e (Welsh) et la 60e (2/2nd London) reprennent leur avance sans rencontrer de résistance vers Jérusalem que les Ottomans sont en train d'évacuer,,. Le 9 décembre, tandis que les autorités civiles et militaires de Jérusalem présentent leur reddition, une arrière-garde ottomane au mont des Oliviers est encerclée et capturée par la 60e (2/2nd London) division.

### Reddition de la ville

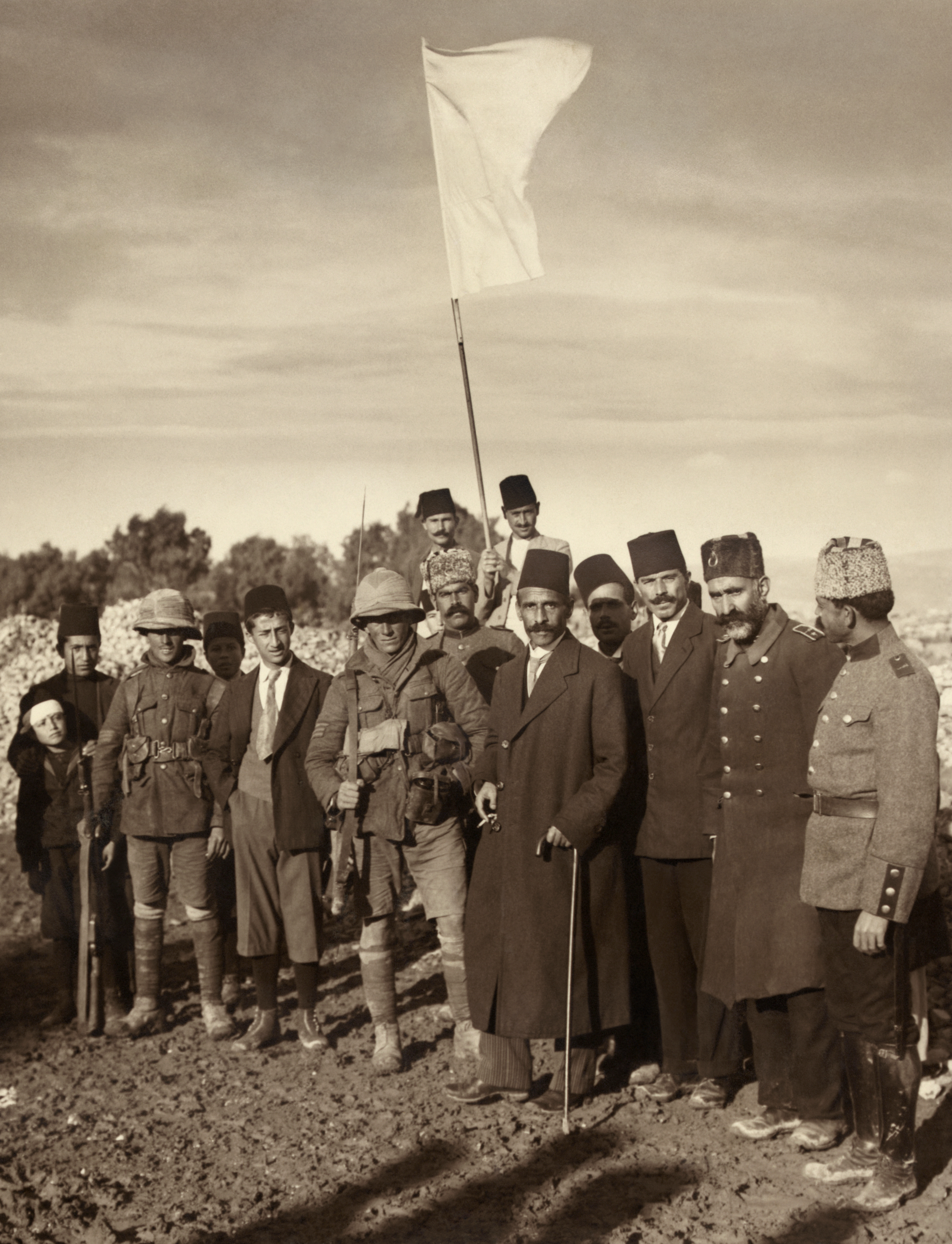
La reddition de Jérusalem présentée aux Britanniques par le maire Hussein al-Husseini, le 9 décembre 1917, met fin à 730 ans de gestion musulmane de la ville, inaugurée le 2 octobre 1187.

Izzet Bey, dernier gouverneur ottoman du moutassarifat de Jérusalem, charge le maire de la ville, Hussein al-Husseini, de la vieille famille chérifienne des al-Husseini, de présenter sa reddition aux Britanniques. Le maire va demander conseil à la colonie américaine de Jérusalem (en) car les États-Unis, bien qu'alliés des Britanniques contre l'Allemagne, ne sont pas en guerre contre l'Empire ottoman. L'épouse d'un archéologue lui recommande d'utiliser un drapeau blanc.
Le maire, porteur de la lettre du gouverneur et des clés de la ville, se présente aux lignes britanniques. Il veut d'abord les remettre à deux sous-officiers du 19e régiment de Londres. Ceux-ci, n'ayant pas un grade suffisant, le conduisent au brigadier général C.F. Watson qui accepte la reddition, mais le général Allenby fait annuler ce rituel pour se faire remettre la capitulation en personne : l'acte est alors conforme au règlement militaire. La lettre d'Izzet Bey est ainsi formulée :
« Au commandement anglais. Depuis deux jours, vos obus de mortier tombent en plusieurs endroits de Jérusalem qui est sacrée pour toutes les nations. Le gouvernement ottoman, dans le seul but de préserver les lieux consacrés, a retiré ses soldats de cette ville. Et il a nommé des responsables pour veiller sur les lieux sacrés tels que le Saint Sépulcre et la mosquée al-Aqsa en espérant qu'ils auront le même traitement de votre part. Je vous fais transmettre cette lettre par le maire en exercice de Jérusalem. ».

## Entrée dans la ville
L'entrée solennelle des Alliés dans la ville, le 11 décembre 1917, est à peu près conforme au scénario dicté par Lloyd George. Le général Allenby entre à pied par la porte de Jaffa, suivi par son état-major et par les chefs des contingents français et italien. Son discours, prononcé en anglais, français, italien, arabe et hébreu, en présence du maire Hussein al-Husseini, du mufti Kamel al-Husseini (en) et des autres notables de la ville, se veut rassurant pour l'ensemble des communautés religieuses. François Georges-Picot, relégué au second plan, écrit toutefois que la foule présente à la cérémonie est peu nombreuse, composée presque entièrement de non-musulmans et montre peu d'enthousiasme. Au contraire, d'autres témoins comme le comte de Ballobar (es), consul d'Espagne, parlent d'une foule joyeuse, musulmans et chrétiens réunis, venant toucher et acclamer les vainqueurs.
Des détachements de soldats musulmans indiens sont postés aux lieux saints de l'islam, la mosquée d'Omar à Jérusalem et le Tombeau des Patriarches à Hébron.

Entrée des Alliés à Jérusalem (décembre 1917)
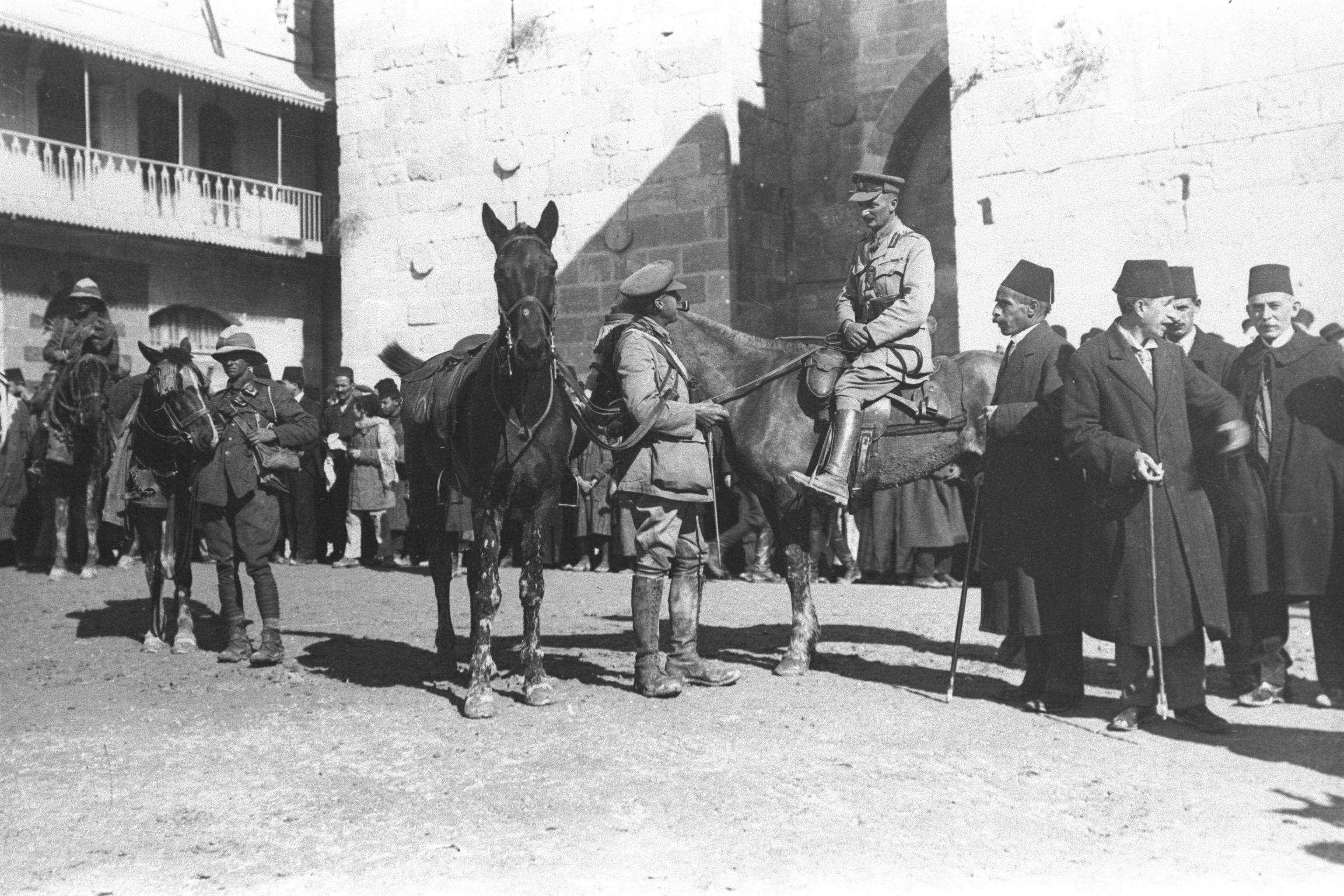
Officiers britanniques et notables arabes attendant l'entrée du général Allenby, 11 décembre 1917
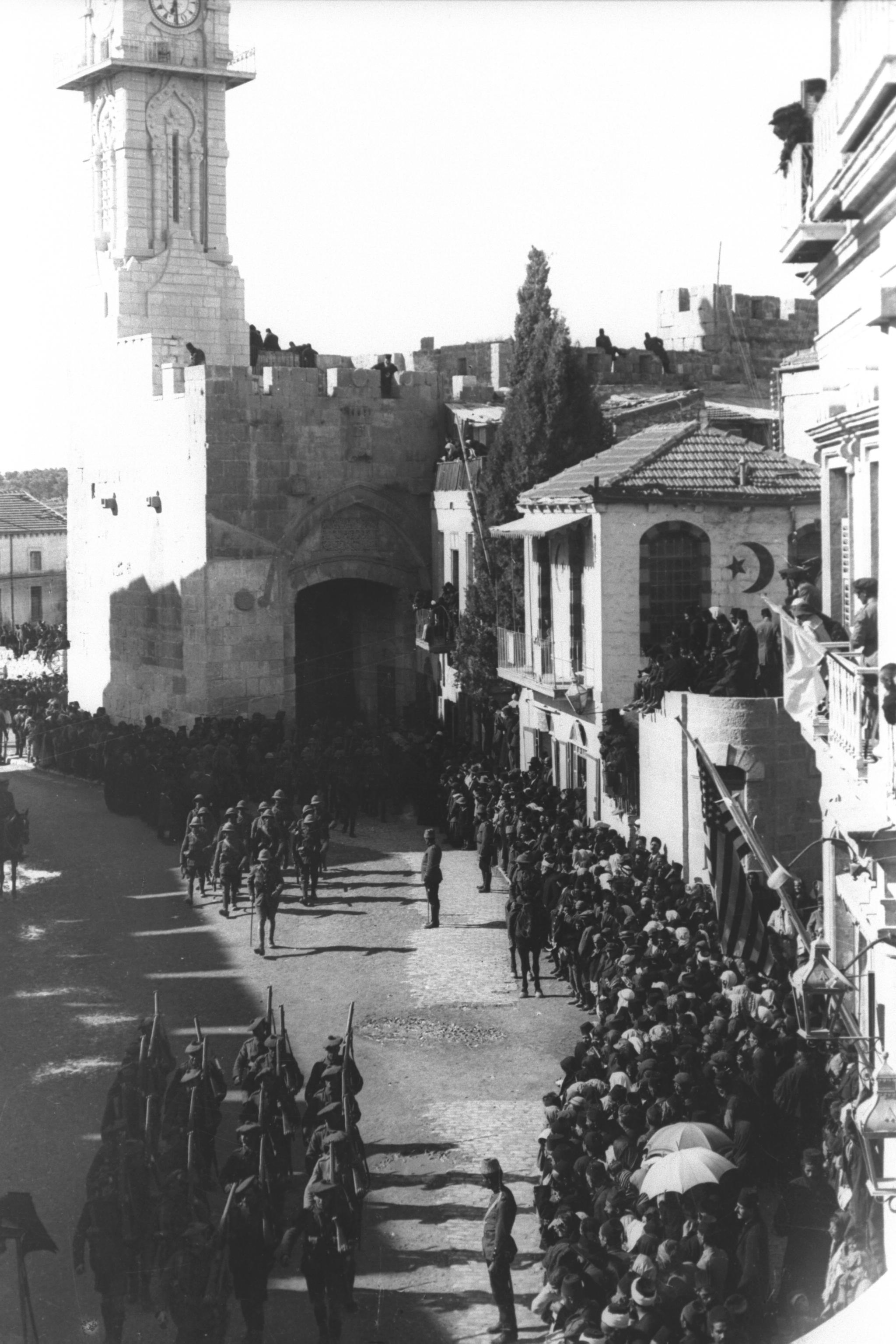
Parade de l'infanterie britannique sous la porte de Jaffa, Jérusalem, 11 décembre 1917
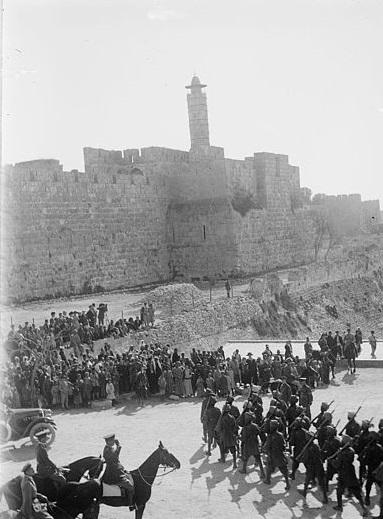
Officiers britanniques et soldats indiens entrant à Jérusalem, décembre 1917
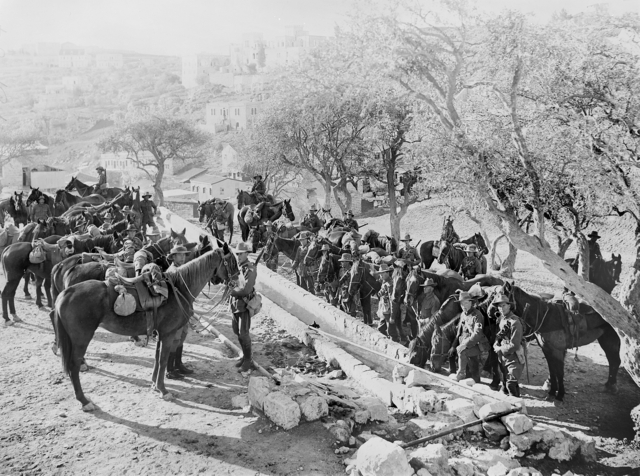
Cavaliers de l'ANZAC abreuvant leurs chevaux au mont Sion, 22 janvier 1918

## Opérations après la prise de Jérusalem

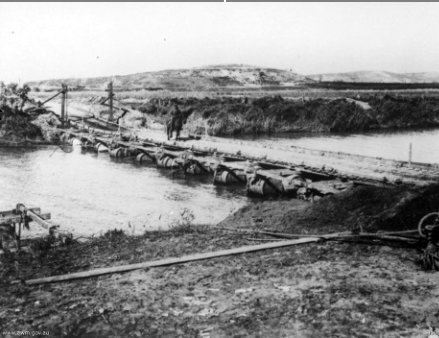
Traversée du Nahr el Auja sur un ponton, 1917

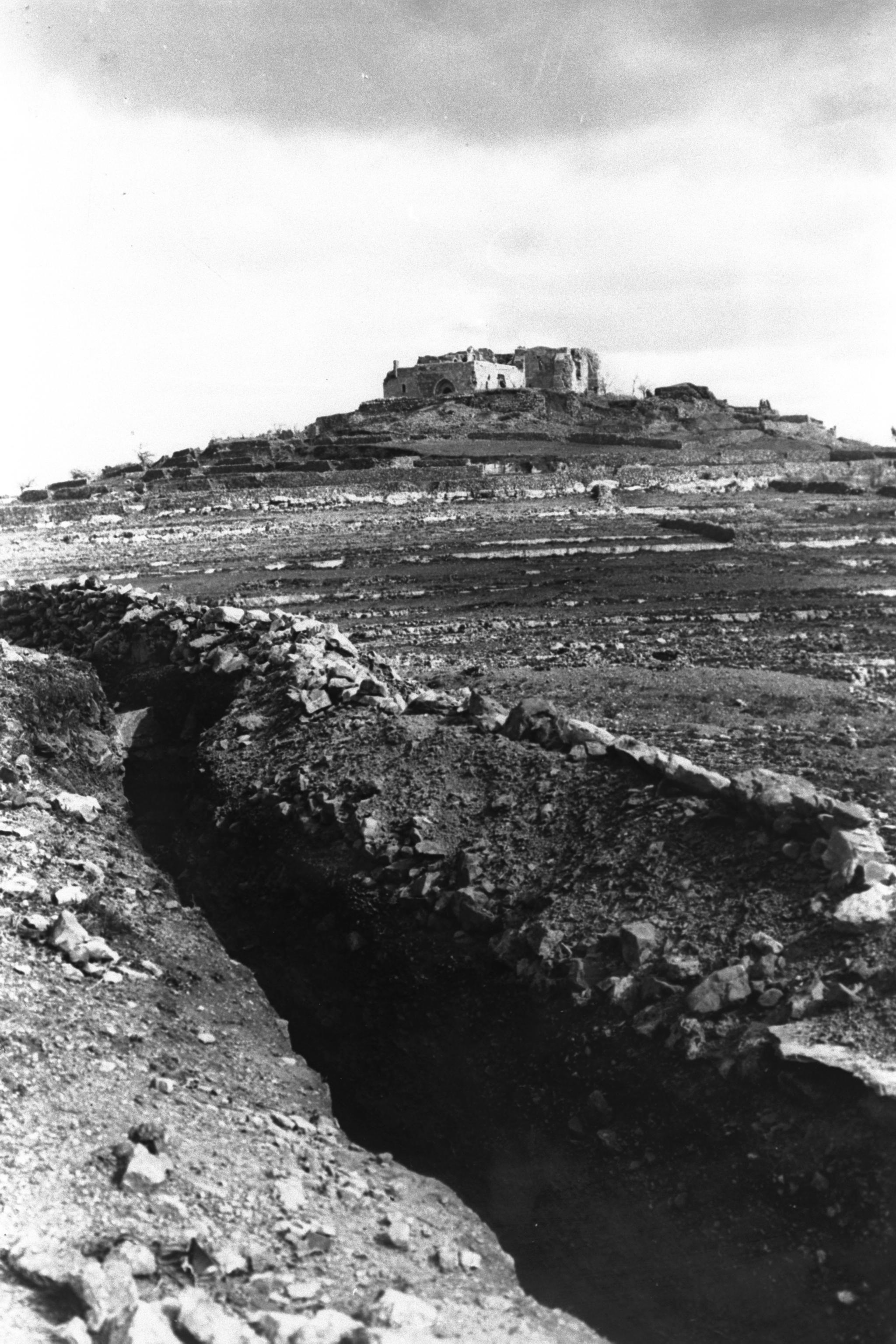
Tranchée britannique près de Nebi Samwil, 1917

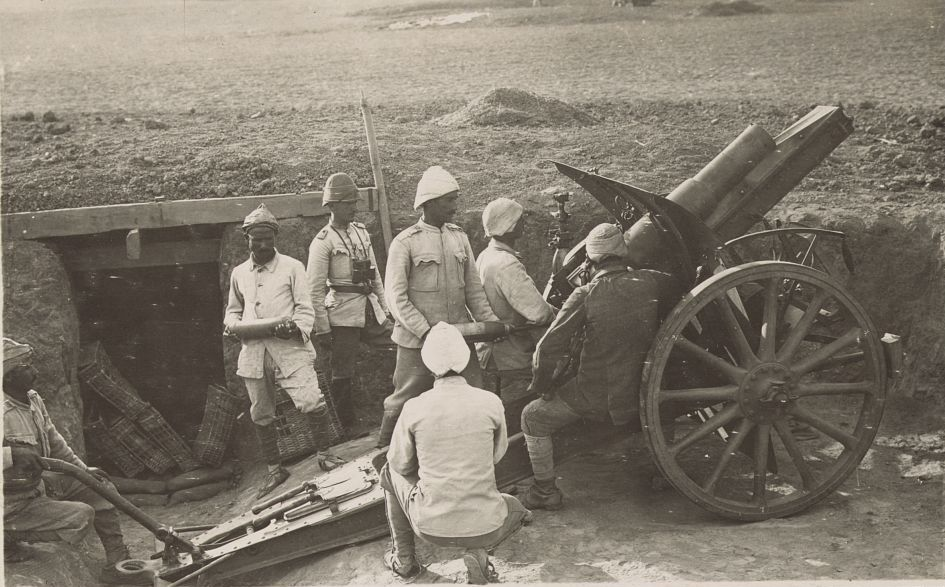
Artilleurs turcs autour d'un mortier lourd allemand de 105 mm, 1917

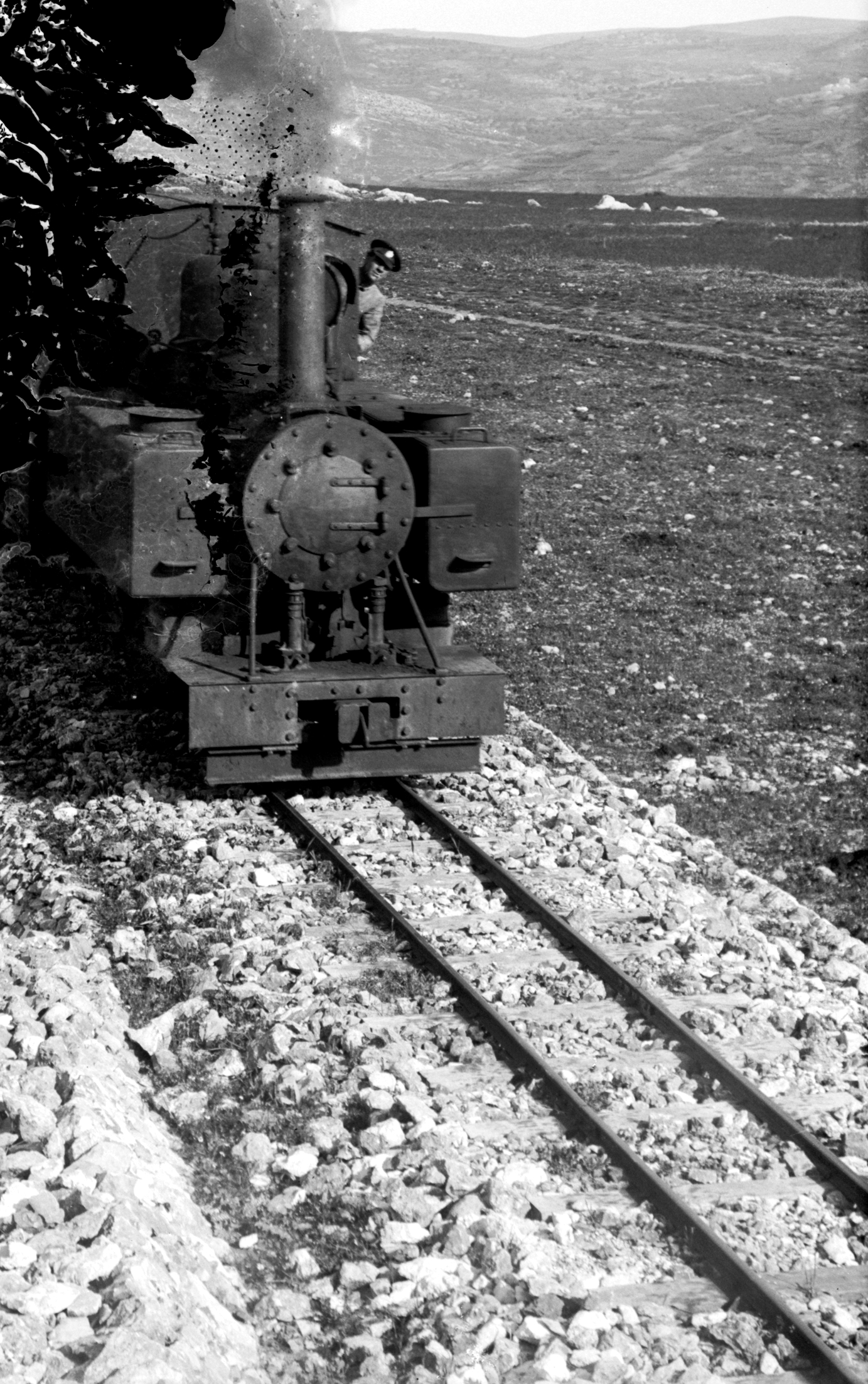
Train militaire britannique près des Tombes des Juges à Jérusalem, 1918

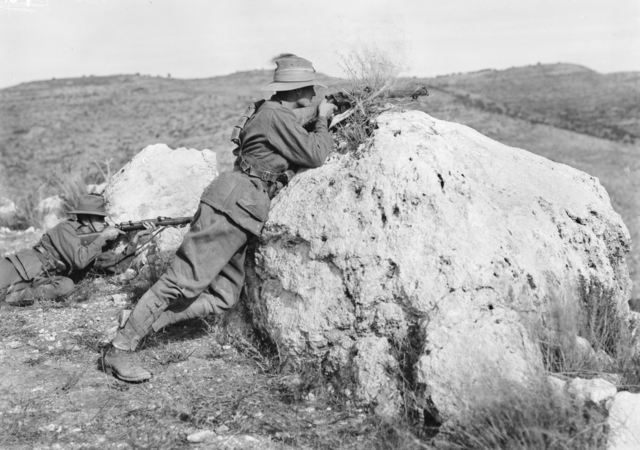
Tireurs australiens du Light Horse Rgt, 31 décembre 1917

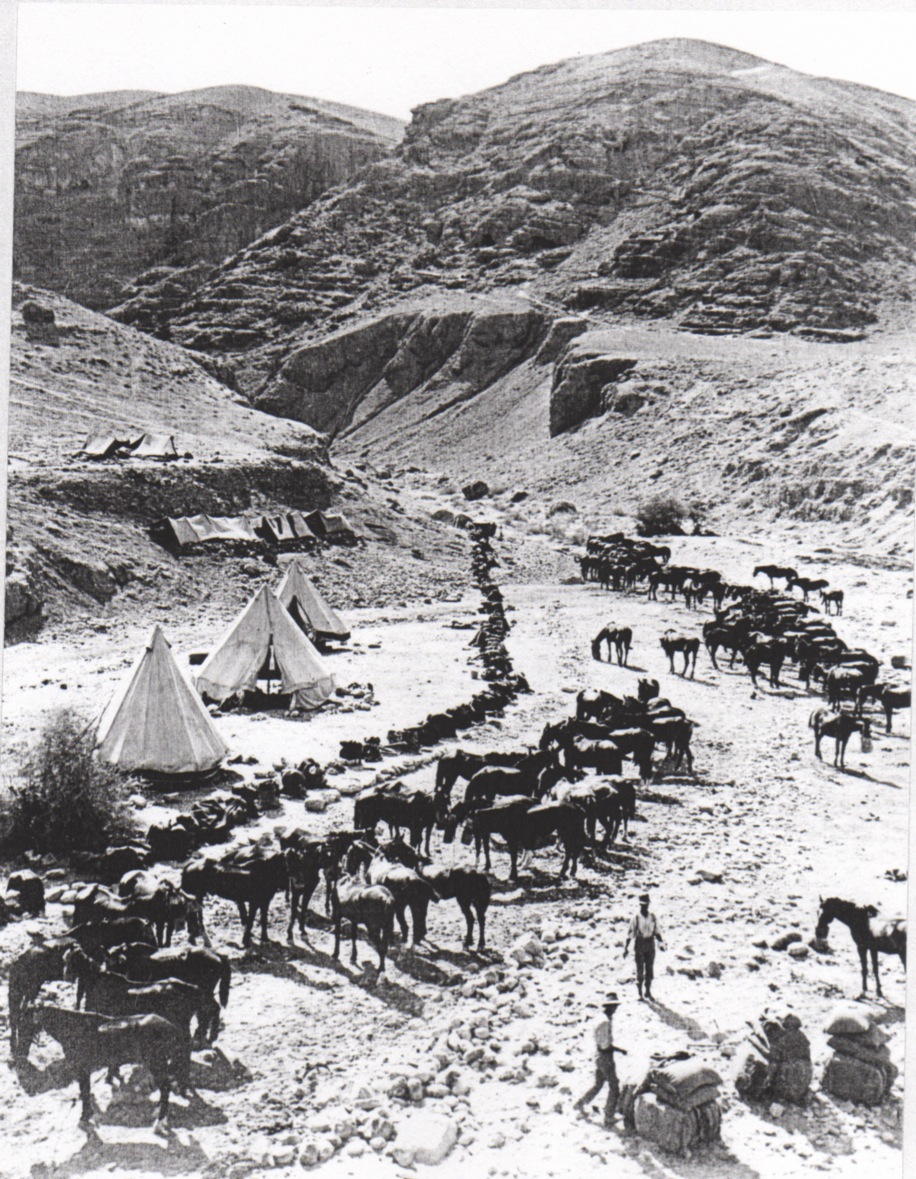
Cavaliers australiens dans la vallée du Jourdain, 22 août 1918

### Bataille de Jaffa des 20-22 décembre
Dans la nuit du 20 au 21 décembre, au cours de la dernière bataille de Jaffa (en), la 52e (Lowland) division franchit le Nahr el Auja et repousse les 3e et 7e divisions ottomanes (XXIIe corps) à 3 km au nord du fleuve. Le 22 décembre, la 54e (East Anglian) division s'empare de Bald Hill, à l'est des positions avancées de la 52e division. Cependant, la division montée de l'ANZAC, qui devait exploiter la percée, en est empêchée par les fortes pluies et le terrain boueux. Au total, le XXIe corps britannique progresse de 8 km au nord du fleuve, permettant la réouverture du port de Jaffa et du chemin de fer de Jaffa à Jérusalem (en).

### Contre-offensive ottomane vers Nabi Samwil et offensive britannique vers Ramallah
À Noël, la ligne de front passe à moins de 7 km de Jérusalem, par les hauteurs de Beit Ur al-Fauqa et Suffa, coupant la route de Jérusalem à Naplouse, et la ville reste à portée de canon des lignes ottomanes. Le XXe corps britannique (10e (Irish), 60e (2/2nd London), 74e (Yeomanry) et une partie de la 53e (Welsh) divisions) fait face au IIIe corps de la 7e armée ottomane (24e, 26e  et 53e divisions). Allenby prépare une offensive vers al-Bireh et Ramallah pour le 24 décembre mais doit la retarder à cause du mauvais temps.
Dans la nuit du 27 décembre, vers 1h30, le IIIe corps ottoman attaque les lignes de la 60e (2/2nd London) division en direction de Tell el Ful, village proche de Nabi Samwil dominant la route de Naplouse. Les Ottomans reprennent quelques avant-postes britanniques mais, après deux jours de combat, doivent abandonner l'offensive,.
Le matin du 27 décembre, la 10e (Irish) et la 74e (Yeomanry) divisions attaquent en direction de Ramallah et avancent de 4 km,. Du 28 au 30 décembre, les différentes unités du XXe corps britannique continuent leur avance sur l'ensemble du front, progressant de 5 km à l'ouest de la route de Naplouse et 10 km à l'est.
L'armée ottomane a perdu dans ces opérations un millier de tués et blessés et 750 prisonniers.

### Dernières opérations et stabilisation du front
Les opérations se poursuivent à petite échelle jusqu'en février 1918 avec la prise de Jéricho. Cependant, Londres retire à Allenby une partie de ses forces : la 52e (Lowland) et 74e (Yeomanry) divisions sont envoyées sur le front français en avril 1918 ainsi qu'une partie de la 10e (Irish) division. Le front de Palestine reste stable jusqu'à la reprise de l'offensive britannique en septembre 1918 et à la bataille de Megiddo (1918).

## Conséquences

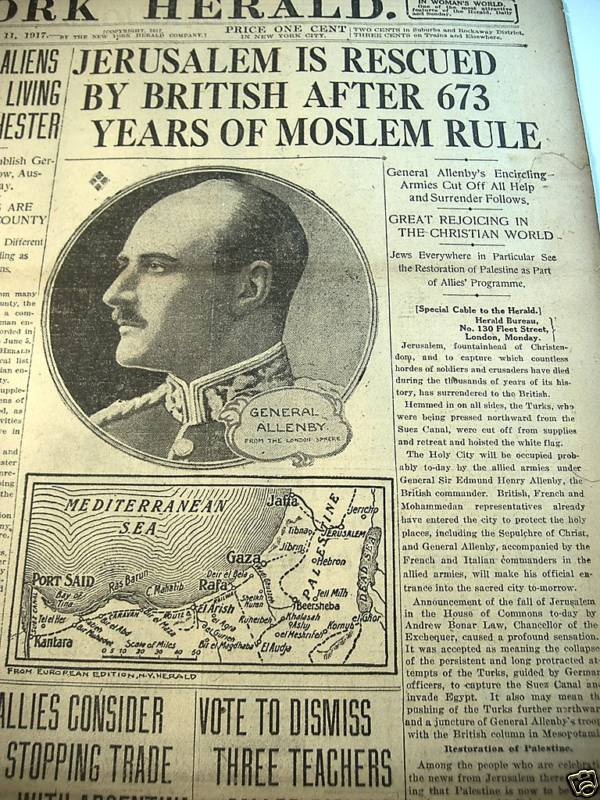
La une du New York Herald annonçant la prise de Jérusalem par Allenby, 11 décembre 1917

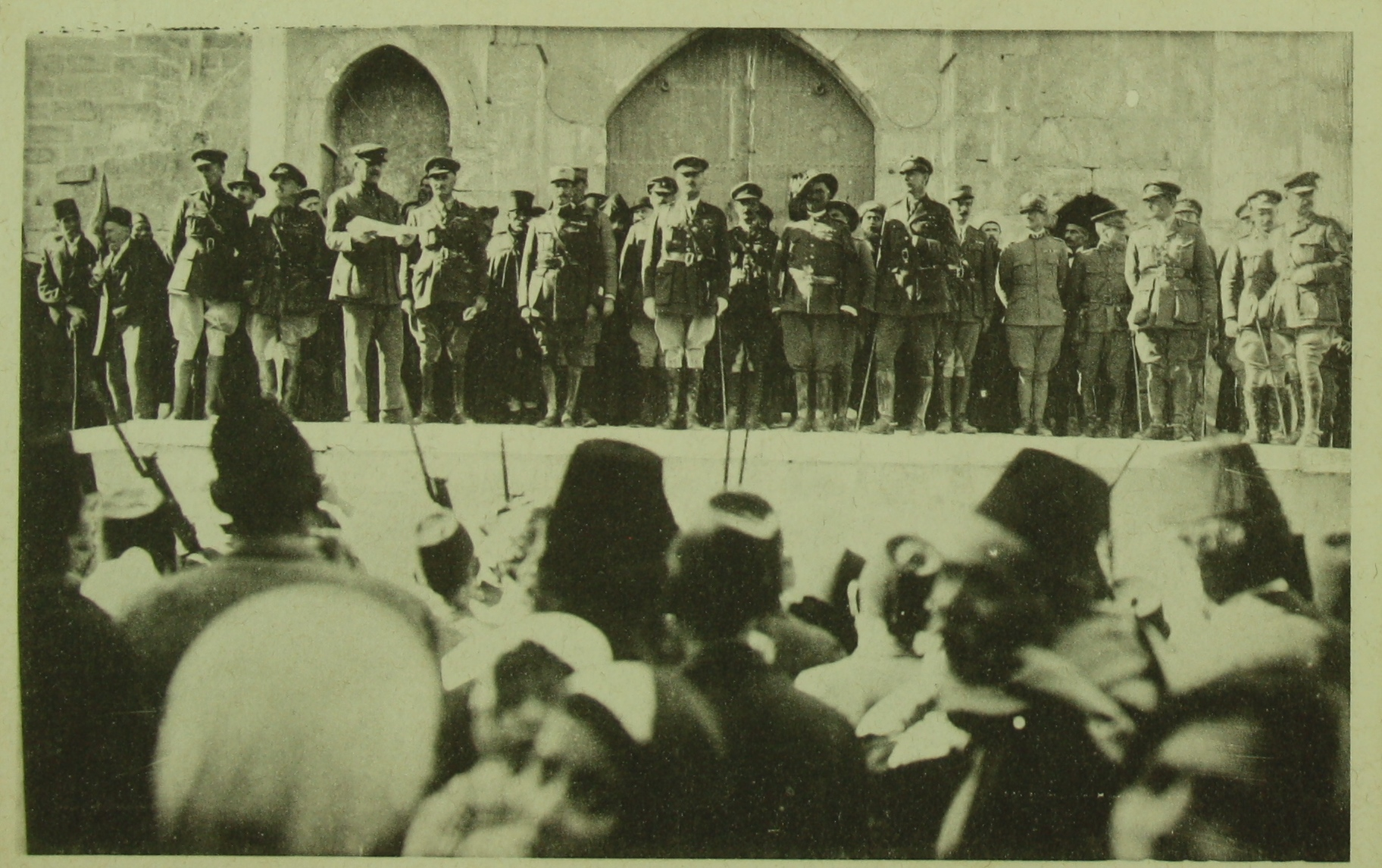
La cérémonie de reddition de Jérusalem, devant la Tour de David

La bataille de Jérusalem n'a qu'une importance limitée sur le plan stratégique, Allenby n'étant pas en mesure d'exploiter sa réussite dans l'immédiat. Mais elle constitue un succès pour la propagande de l'Entente. Lloyd George parle d'un « cadeau de Noël pour le peuple britannique. » Le journal américain New York Herald titre sur « Jérusalem délivrée par les Britanniques après 673 ans de règne musulman », remontant à la prise de la ville par les Khwarezmiens pendant les croisades. En France, Clemenceau, pourtant anticlérical, fait chanter un Te Deum à Notre-Dame de Paris et, par souci de l'opinion des musulmans, réciter à la mosquée de Nogent-sur-Marne une prière d'action de grâce « pour la libération du même joug [turc] de cette ville sainte musulmane qui contient la mosquée d'Omar » : le même texte est diffusé par tous les postes diplomatiques français dans les pays musulmans, notamment en Afrique du Nord. Les services britanniques font aussi circuler une prophétie attribuée à la tradition musulmane selon laquelle Jérusalem devait être délivrée des Turcs par un « prophète » quand les eaux du Nil viendraient arroser la Palestine, le mot « prophète » (en arabe, « al-Nabi ») étant opportunément rapproché du nom d'Allenby. Un court film d'actualités cinématographiques montrant l'entrée des Alliés à Jérusalem est diffusé sous le titre « Avec les croisés en Terre sainte. Allenby le conquérant ».
Parmi les soldats britanniques, la conquête de Jérusalem laisse un souvenir contrasté. Ils y voient généralement une juste revanche après des années d'efforts sur un front périphérique oublié de l'opinion métropolitaine. Peu d'entre eux adhèrent à la rhétorique de la « croisade » développée par les propagandes extérieures mais, imprégnés de culture biblique, ils sont sensibles à la dimension religieuse de ce « tourisme religieux de masse ». Certains se placent dans une continuité historique comme le major Vivian Gilbert : « C'est étrange de penser que certaines des batailles les plus féroces de l'histoire du monde ont eu lieu ici, que Thoutmosis, Ramsès, Sennachérib, Cambyse, Alexandre, Pompée, Titus, Saladin, Napoléon et beaucoup d'autres ont conduit leurs armées là où Allenby nous menait ». Plusieurs voient cette campagne comme la « libération » d'un pays opprimé par le despotisme turc et allemand, ce qui les met sur le même pied que les soldats du front de l'Ouest combattant pour la libération de la Belgique envahie.
La prise de Jérusalem donne lieu à des controverses diplomatiques entre puissances alliées. Lors de la messe de Noël à Bethléem, le représentant français Picot reçoit les honneurs liturgiques, retrouvant la place privilégiée accordée à la France par les Capitulations de l'Empire ottoman, ce qui entraîne une protestation italienne. Les 30 et 31 décembre, Picot s'oppose à Allenby sur la question du taux de change de la monnaie locale que les Britanniques voudraient aligner sur la livre égyptienne, donc sur celle de leur protectorat. Picot obtient un taux de change plus favorable aux habitants. Le 25 janvier 1918, Allenby, irrité par les ingérences de Picot, lui rappelle que son statut est celui d'un simple « conseiller pour les affaires arabes ».

Forces aériennes de la bataille de Jérusalem (1917)
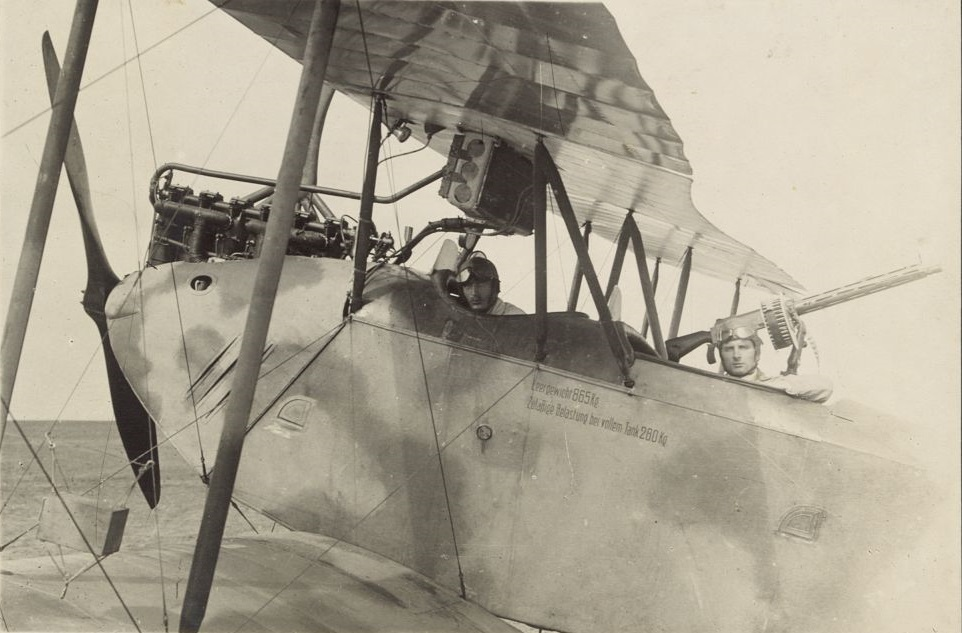
L'aviateur allemand Gerhard Felmy (de) dans son AEG C.IV sur le front de Palestine, 1916-1917
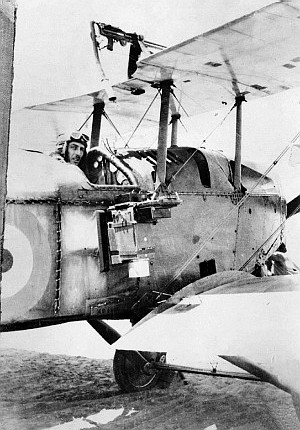
L'aviateur australien Adrian Cole en Palestine avec une caméra d'observation, 1917
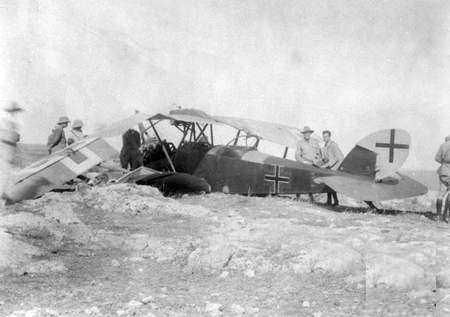
Avion d'observation allemand LVG C.V abattu par les Australiens sur le front de Palestine, 1918

## Cartes

Cartes de la bataille de Jérusalem (1917)
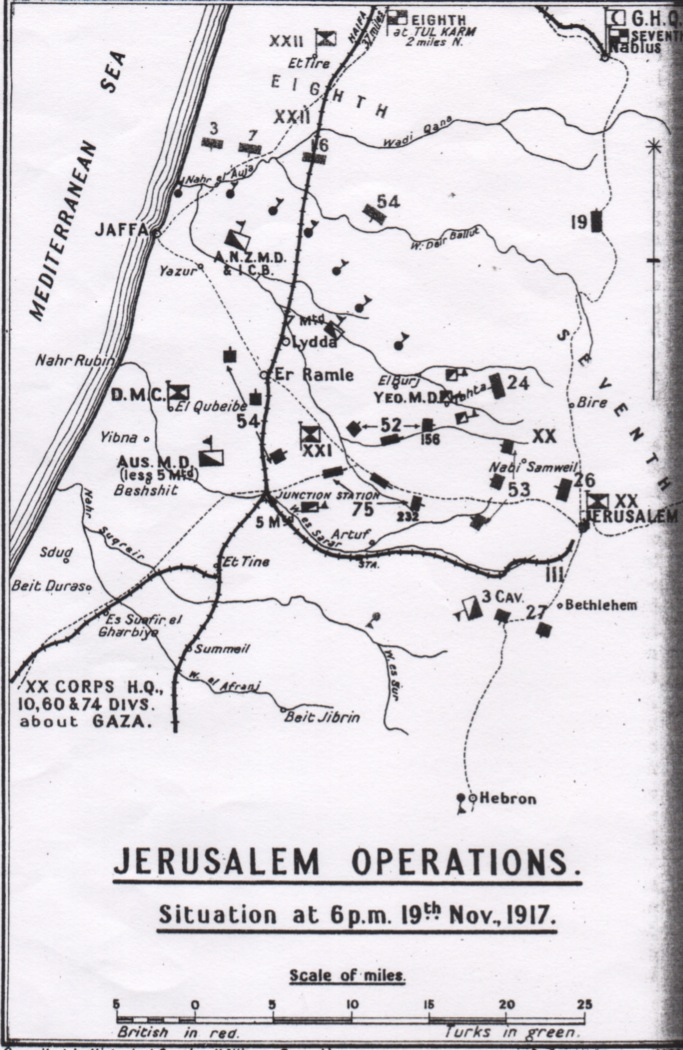
Offensive britannique du 19 novembre 1917
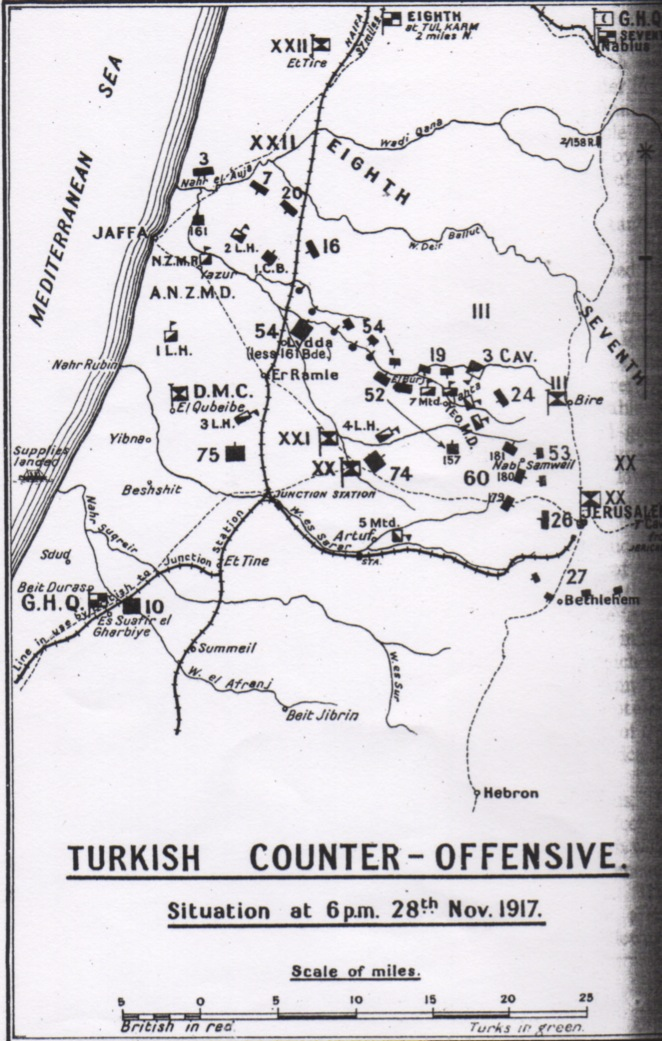
Contre-offensive ottomane du 28 novembre 1917
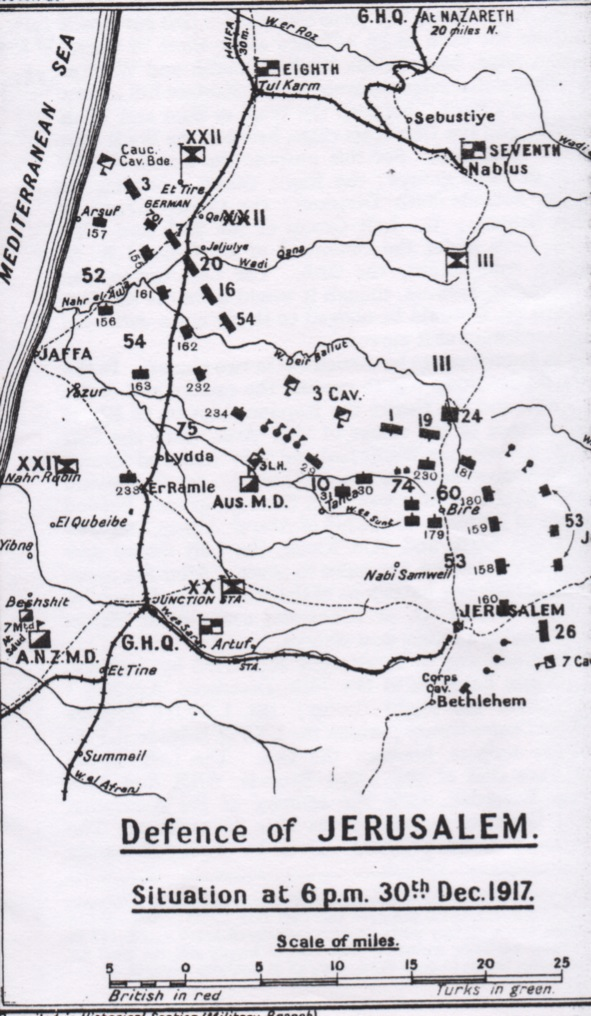
Retraite ottomane au 30 décembre 1917

## Sources et bibliographie
- (en) Cet article est partiellement ou en totalité issu de l’article de Wikipédia en anglais intitulé « Battle of Jerusalem » (voir la liste des auteurs) dans sa version du 23 octobre 2017.
- (en) Anthony Bruce, Last crusade : the palestine campaign in the first world war, Place of publication not identified, Thistle Publishing, 2013, 366 p. (ISBN 978-1-909-60904-4)
- (en) John D. Grainger, The battle for Palestine 1917, Woodbridge, UK Rochester, NY, Boydell Press, 2006, 292 p. (ISBN 978-1-783-27255-6)
- E. G. Keogh & Joan Graham, Suez to Aleppo, Melbourne: Directorate of Military Training by Wilkie & Co., 1955
- Henry Laurens, La Question de Palestine : Tome 1 - L'invention de la Terre sainte (1799-1922), t. 1, Fayard, 7 avril 1999, 722 p. (ISBN 978-2-213-60349-0)
- (en) Neville Lindsay, Equal to the task : The Royal Australian Army Service Corps, Kenmore, Qld, Istoria Productions, 1992 (ISBN 978-0-646-06707-0)
- Roberto Mazza, Jerusalem: From the Ottomans to the British, I.B. Tauris, 2009
- Spencer Tucker, World War I: Encyclopedia, Volume 1, p. 614-615, ABC Clio, 2005
- (en) Salīm Tamārī, The Great War and the remaking of Palestine, Oakland, California, University of California Press, 2017, 200 p. (ISBN 978-0-520-29125-6, 978-0-520-29126-3 et 978-0-520-96510-2, lire en ligne)